# AC Sparta Praha
AC Sparta Praha fotbal, a.s. je český profesionální fotbalový klub, který sídlí na Letné v Praze. Oddíl je členem asociace Association Club Sparta Praha. Sparta je nejúspěšnějším českým fotbalovým týmem, získala 38 titulů z československé a české ligy, několikrát účinkovala v Lize mistrů UEFA a během celé historie klubu v jeho dresu působila řada reprezentantů. Své domácí zápasy odehrává v epet ARENĚ s kapacitou 18 349 diváků. Klubové barvy jsou modrá, žlutá, červená.

## Vlastníci

### Porevoluční majitelé
Po sametové revoluci v roce 1989 přecházely kluby z vládou řízených tělovýchovných jednot do soukromých rukou.
Nejprve vzniklo z tělovýchovné jednoty Sparta Praha občanské sdružení Sparta Praha, jehož předsedou a tím i prezidentem klubu byl Václav Mašek.
V roce 1992 odkoupil klub za 5 milionů korun tehdy teprve 26letý podnikatel Petr Mach, pod jehož vedením se Sparta koncem roku 1993 transformovala z občanského sdružení na akciovou společnost AC Sparta Praha fotbal, a.s, ve které Mach vlastnil 91 % akcií. Jeho éra se v roce 1994 proslavila také celkovou modernizací stadionu za 270 milionů korun bez stavebního povolení na úpravu historické hlavní tribuny (bylo uděleno až po dokončení prací).
V květnu 1996 Mach uzavřel smlouvu o prodeji rozhodujícího podílu podniku VSŽ Košice v čele s jejich majitelem a zároveň tehdejším ministrem dopravy SR Alexanderem Rezešem za 12,65 milionu dolarů. Ten při svém nástupu oznámil, že má v plánu s klubem vyhrát Ligu mistrů. Měsíc na to po mistrovství Evropy nabídlo Lazio za Pavla Nedvěda rekordní sumu a Rezeš se tak chtěl vyhnout platbě Nedvědova výchovného Viktorii Plzeň. Prodal ho proto nejprve do svého dalšího klubu 1. FC Košice za naprosto směšnou sumu a teprve odsud oficiálně prodal Nedvěda do Lazia. Viktoria Plzeň tak dostala 30 % z přestupní částky do Košic, která byla v porovnání s podílem z rekordní přestupní částky do Lazia zanedbatelná. Později se tímto případem zabýval soud, který nařídil Rezešově Spartě zaplatit Viktorii Plzeň odškodnění ve výši 35 milionů korun. O dva roky později se Rezeš spolu s klesajícími preferencemi jeho politické strany HZDS dostal do ekonomických potíží, a tak na financování klubu přestával mít dost peněz.
V roce 1999 zadlužený klub odkoupilo vydavatelství Vltava-Labe-Press za 300 miliónů korun a převzetí dluhu přesahujícího půl miliardy korun. Majitel vydavatelství (původní profesí zubař) Axel Diekmann se stal vlastníkem 95 % akcií klubu, Vlastimil Košťál získal 4 % akcií klubu a stal se jeho prezidentem. Klub se jim podařilo oddlužit díky pravidelné účasti v Lize mistrů nebo také prodejem Tomáše Rosického do Dortmundu za rekordní půlmiliardu korun v lednu 2001.
Začátkem roku 2004 se hovořilo o dalším prodeji Sparty. Padala jména jako finanční skupina PPF, Sekyra Group, thajský premiér Tchaksin Šinavatra a slovensko-česká finanční skupina J&T. Skupina J&T v čele s Danielem Křetínským nakonec během léta vykoupila 99,6 % akcií klubu. Přesná prodejní částka nebyla zveřejněna, údajně šlo o zhruba 540 milionů korun spolu s převzetím úvěru od Raiffeisenbank ve výši 130 milionů korun. Další zdroje hovořily o částce 900 milionů korun, včetně dluhu 230 milionů za nedávnou přestavbu strahovského stadionu na tréninkové centrum klubu.

### Současnost
Současným vlastníkem klubu je holdingová společnost 1890s holdings a.s. (dříve ACS 1893 Holding, a.s. a J&T Credit Investments, a.s.), která k 30.6.2021 vlastnila 99,9 % akcií společnosti AC Sparta Praha fotbal, a.s. Akcionáři 1890s holdings byli k 31.12.2019 Daniel Křetínský (10 %) a kyperská společnost ACSP Holding Limited (90 %), která je vlastněna neprůhlednou sítí společností z daňových rájů; podle vyjádření firmy však v roce 2019 měly transakce, po kterých měl Křetínský získat až 55% vlastnický podíl. Jako skuteční majitelé AC Sparta Praha fotbal, a.s. byli v evidenci skutečných majitelů od února 2019 uvedeni slovenští podnikatelé Ivan Jakabovič a Jozef Tkáč a slovenský trenér Gabriel Baran.
Od března 2022 je jako skutečný majitel veden jen Daniel Křetínský. K březnu 2022 mají být akcionáři společnosti 1890s holdings a.s, která drží také 27 % podíl v anglickém fotbalovém klubu West Ham United FC, s 56 % společnost EP Sport Holdings, a.s., kterou má kontrolovat Daniel Křetínský, a s 44 % společnost J&T Capital Partners, a.s., kterou mají kontrolovat Patrik Tkáč a skupina J&T Private Equity Group.

## Symboly
Jméno Sparta pochází ze starověkého města Sparta, jehož obyvatelé se vyznačovali bojovností a vůlí.
Dalším symbolem klubu je písmeno S (počáteční písmeno slova Sparta).

Vlajka Sparty

Barvy klubu jsou modrá, žlutá a červená. Archivář TJ Sparta ČKD Praha J. Forbelský napsal: Podle stanov klubu AC Sparta Praha z r. 1894, které se při požáru tribuny v r. 1934 zachovaly, byl v § 20 stanoven „praporec klubový modrý, červeně ozubený, nese zlatý kruh palmový a jméno A.C. Sparta.“ V poznámce k opravě stanov je u palmového kruhu a jména klubu místo zlaté barvy uvedena žlutá. Podle tradice (Rudolf Richter a Vladimír Víšek) autoři barvu nově založeného klubu (modrou) doplnili barvami královského hlavního města Prahy, přičemž modrá je barva rychlosti, lehké atletiky a sportu vůbec. Druhý výklad významu je, že základní kombinace žluté a červené jsou brány jako barvy Prahy jako královského města. K dotvoření trikolory, přidali zakladatelé Sparty nad ně barvu modrou jako symbol Evropy.
Hymnou klubu je od 90. let 20. století skladba Zpívej, kdo jsi sparťanem.

### Dresy

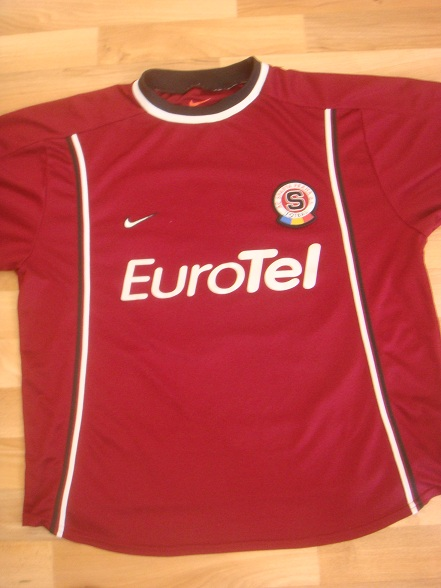
Rudý sparťanský dres, verze pro sezonu 2000/01

Zpočátku sparťanští hráči nosili černé košile s vyšitým písmenem „S“ na hrudi. Pak 2 roky používali kombinaci v černé a bílé pruhované košili (později použila Sparta tento vzor jako rezervní v letech 1996–1997). V roce 1906 byl představitel klubu JUDr. Petřík v Anglii, kde viděl hru Arsenalu, který měl rudé dresy. Petřík se rozhodl vzít jednu sadu dresů s sebou do Prahy. Od té doby patří rudá barva na dres Sparty, i přesto, že červená je symbolem klubu. Kombinaci dotváří bílé trenýrky a černé štulpny. Dnes Sparta používá kombinaci barev rudé jako domácí a žluté pro venkovní dres.
| Roky      | Výrobce | Sponzor       |
| --------- | ------- | ------------- |
| 19??–1990 | Adidas  | –             |
| 1990–1994 | Adidas  | Opel          |
| 1994–1995 | Lotto   | Opel          |
| 1995–1999 | Nike    | Opel          |
| 1999–2006 | Nike    | Eurotel       |
| 2006–2013 | Nike    | Fortuna       |
| 2013–2015 | Nike    | –             |
| 2015      | Nike    | Blesk energie |
| 2015–2016 | Nike    | Synot tip     |
| 2016–2017 | Nike    | –             |
| 2017–19   | Nike    | Sazka Bet     |
| 2019–2021 | Nike    | Tipsport      |
| 2021–2023 | Adidas  | Tipsport      |
| 2023–     | Adidas  | Betano        |

## Historie stadionů Sparty Praha na místě stávajícího stadionu
- 1921 – první stadion – dřevěná konstrukce
- 1936 – železobetonová hlavní tribuna (základ dnešní hlavní tribuny a zázemí stadionu)
- 1969 – nová aréna pro 35.880 diváků
- 1994 – celková rekonstrukce stadionu do současné podoby
- 2003 – nový název stadionu – Toyota Arena
- 2007 – nový název stadionu – AXA Arena
- 2009 – nový název stadionu – Generali Arena
- 2020 – nový název stadionu – Generali Česká pojišťovna Arena
- 2022 – nový název stadionu – epet ARENA

## Historické názvy
- 1893 – AC Královské Vinohrady (Athletic Club Královské Vinohrady)
- 1894 – AC Sparta (Athletic Club Sparta)
- 1948 – AC Sparta Bubeneč (Athletic Club Sparta Bubeneč)
- 1949 – Sokol Bratrství Sparta
- 1951 – Sparta ČKD Praha (Sparta Českomoravská Kolben Daněk Praha)
- 1953 – TJ Spartak Praha Sokolovo (Tělovýchovná jednota Spartak Praha Sokolovo)
- 1965 – TJ Sparta ČKD Praha (Tělovýchovná jednota Sparta Českomoravská Kolben Daněk Praha)
- 1990 – TJ Sparta Praha (Tělovýchovná jednota Sparta Praha)
- 1991 – AC Sparta Praha (Athletic Club Sparta Praha)
- 1993 – AC Sparta Praha fotbal, a.s. (Athletic Club Sparta Praha fotbal, akciová společnost)

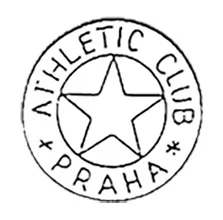
Logo klubu 1893-1948
Logo klubu 1953-1965
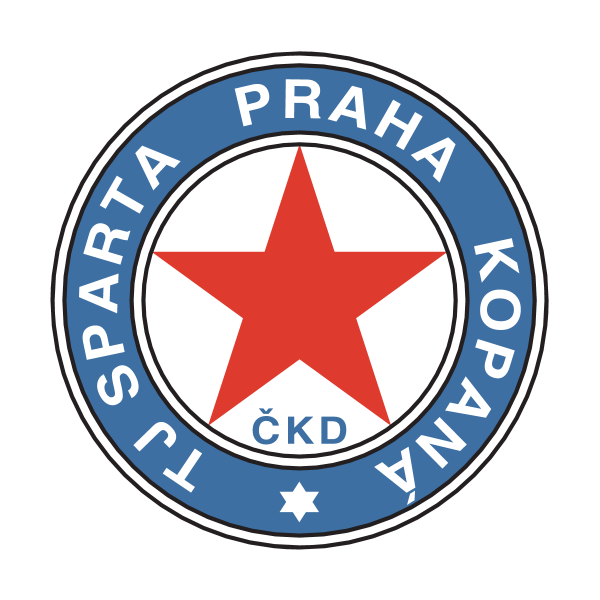
Logo klubu od roku 1965
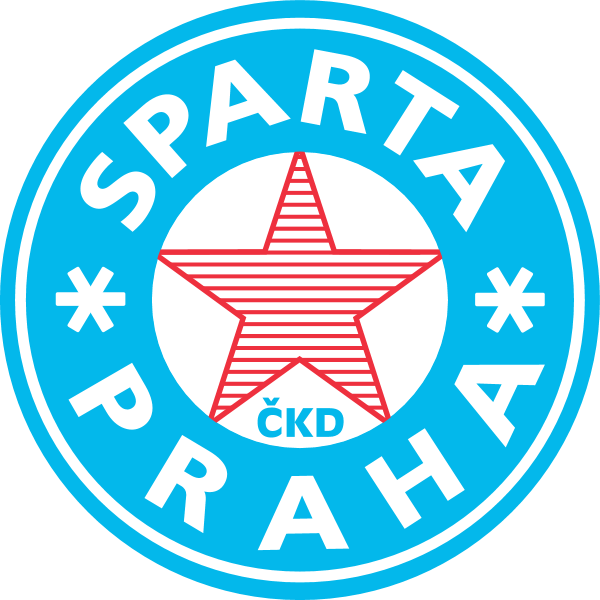
Logo klubu 1979-1990
Logo klubu 1993-2021
Logo klubu od roku 2021

## Historie

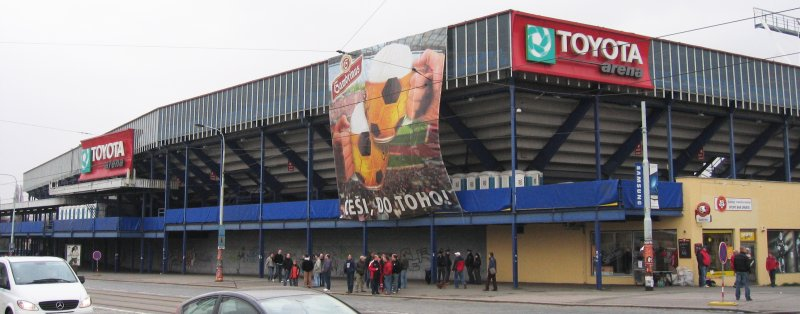
Stadion Sparty na Letné

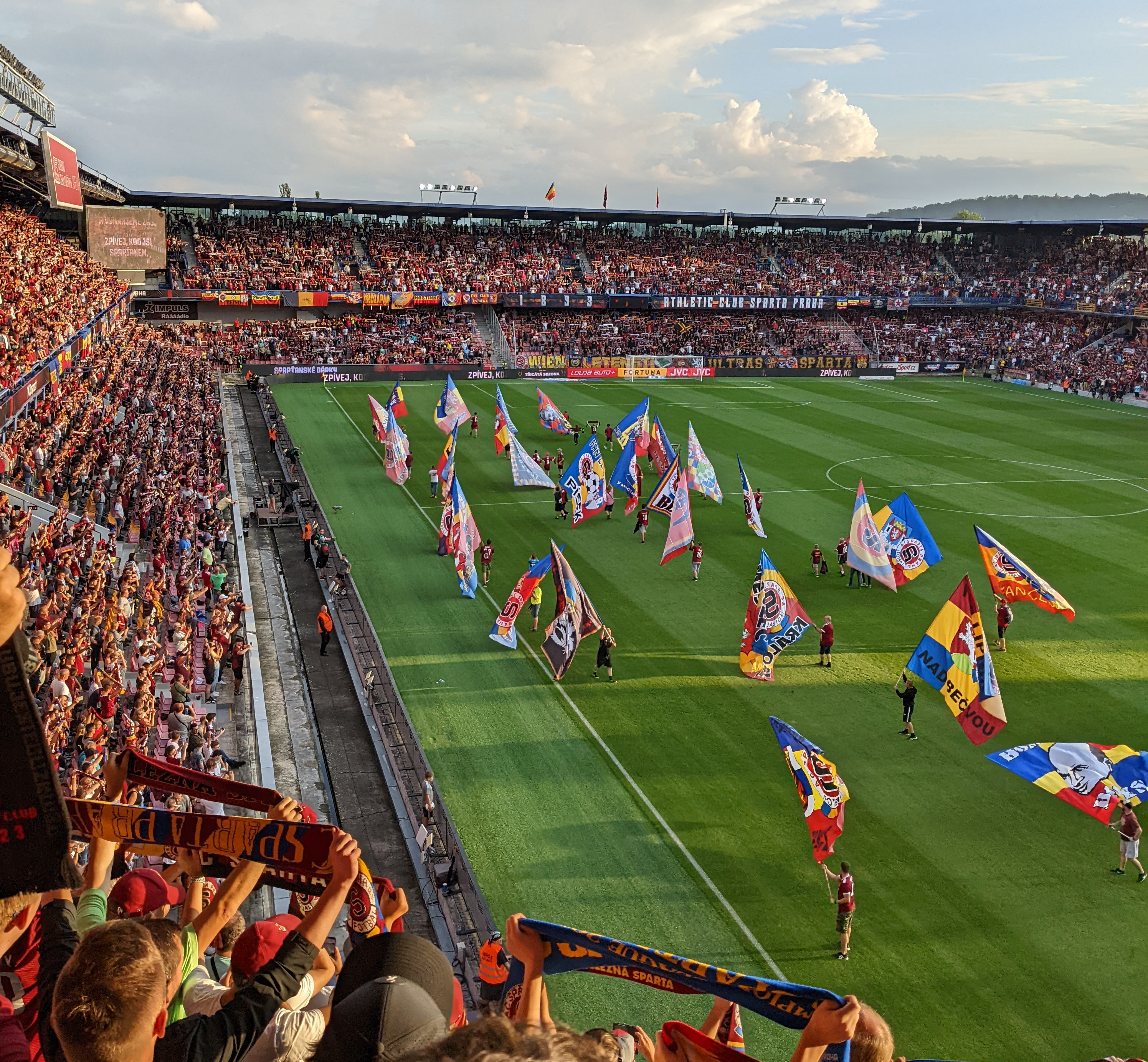
Vlajky Sparty na Letné

### Vznik
Historie fotbalové Sparty začala v roce 1891, kdy několik nadšenců založilo na pražských Maninách klub se jménem AC Praha. Pěstovala se zde mimo jiné i cyklistika, a když byla Vltava zamrzlá, tak i bruslení. Po dvou letech činnosti se však klub rozhádal a odešla z něj skupina odbojníků v čele s Karlem, Otou a Josefem Malečkovými. Ti založili Athletic Club Královské Vinohrady. Prvním předsedou byl Maxmilián Švagrovský, původem z Roudnice nad Labem. Vinohrady byly tehdy ještě samostatné bohaté město za hranicemi Prahy, a proto nový klub očekával od radnice štědrou podporu. Klub byl ustanoven 16. listopadu 1893 a tento den je považován za datum založení klubu. O pár týdnů později uspořádal nový klub bruslařskou exhibici, na které se objevil i Bohumil Rudl. Tomu se exhibice líbila a přivedl i své dva bratry Václava a Rudolfa. Ti hráli především fotbal a brzy přivedli celý fotbalový kroužek, který v té době působil na Letenské pláni.
Podpora vinohradské radnice byla nulová, a když jim nenabídla ani pozemek pro nový stadion, klub se rozhodl změnit působiště. To bylo schváleno na valné hromadě 9. srpna 1894 v kavárně Demínka. Během jednání povstal Vladimír Horejc a pronesl slavná slova: „Nechť se náš klub napříště zve AC Sparta!“ V celé Evropě byla tehdy antická kultura v módě, a tak byl návrh schválen s bouřlivým nadšením. Ale ani nový název nedokázal zajistit nový stadion. Sparťani tedy trénovali na vojenském cvičišti na Invalidovně a jako většina tehdejších klubů své zápasy hráli nejčastěji na Císařské louce. Právě tam se konal 29. března 1896 turnaj s názvem „Národní zápasy mužstev, kopaný míč cvičících“. Od tohoto turnaje se datují všechna slavná derby Sparty se Slavií. Na hřišti vyhrála Sparta první zápas 1:0, ale slavný rozhodčí a praotec českého sportu Josef Rössler-Ořovský po zápase sparťanský gól odvolal. Nebyla to svévole rozhodčího. Jeho rozhodnutí odpovídalo tehdejšímu výkladu pravidel, podle kterého museli dosaženou branku schválit kapitáni obou mužstev. Kvůli ochlazení vztahů se Slavií se další zápas konal až za jedenáct let a skončil výsledkem 2:2. Prvním střelcem Sparty v derby se stal autor obou gólů Karel Hradecký.

### Počátek století

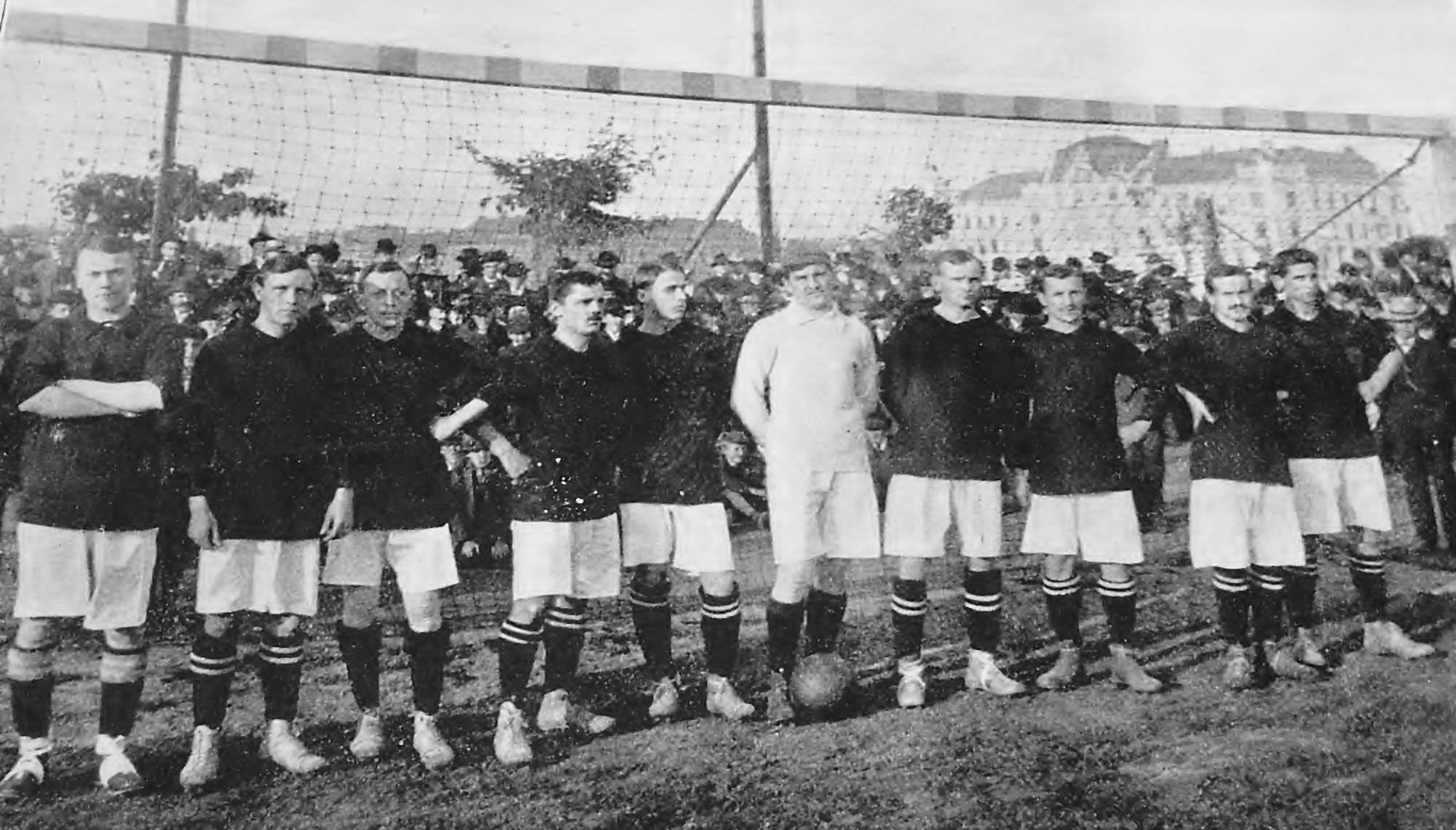
AC Sparta Praha 1908

Sparta byla tehdy velmi chudý klub a barvy dresů určovala spíše náhoda. První sparťanské dresy byly černé s bílým „S“ na prsou svetru. Klubu hrozil několikrát rozpad, a když chtěl novou výstroj, musel vzít zavděk i silně obnošenými červenočernými košilemi, které původně patřily smíchovskému ČFK, později je nosil vinohradský ČAFC, který v roce 1902 změnil barvy a své dresy přenechal chudým sparťanům. Po dvou letech získal klub ze zaniklého Unionu Praha dresy s červenými a bílými pruhy. V tomto týmu působil i střelec Jan Košek, kterého k nelibosti sparťanů přetáhla Slavie. Na podzim 1904 však ve Slavii došlo k rozkolu a do Sparty přišel nejen Košek, ale i slavné křídlo Jindřich Baumruk a Rudolf Krummer. Sparta se rázem stala nejlepším týmem v celém Rakousku-Uhersku, což potvrdila, když o Vánocích porazila First Viennu 7:2 a 7:0 a budapešťský BTK porazila 4:1. Největší senzací však bylo, když Sparta prohrála s vítězem anglické ligy, Newcastlem United jen 2:3. Bývalí slávisté se však vrátili zpět do sešívaného dresu a sláva Sparty vzala prozatím za své. První stadion získal klub v roce 1904 naproti holešovickému pivovaru, ale již za rok se stěhovali na Letnou do prostoru dnešního Národního technického muzea. V roce 1906 přivezl z Londýna pan Petřík, jeden ze zakladatelů klubu, sadu rudých svetrů. V té době takové dresy oblékal londýnský Arsenal a Petřík je daroval sparťanům, aby hráli stejně dobře. Od té doby se rudé dresy staly pevným symbolem Sparty.
Na začátku století byla dominujícím českým klubem Slavia a i její druhý tým dokázal porážet domácí soupeře, včetně Sparty. Ta však krok za krokem také budovala silný tým. V roce 1910 získala několik skvělých hráčů včetně Václava Piláta, výborného technika a mistra nahrávek. Již 1. října 1911 porazila Sparta Slavii 3:1 a začala tím období dvojvládí pražských „S“. Na podzim 1913 získala záložníka ČAFC Karla Peška-Káďu a stala se českým suverénem. V roce 1912 se konalo první řádné mistrovství Českého fotbalového svazu. Sparťané vyhráli skupinu, v semifinále porazili Moravskou Slavii Brno a po finálové porážce Kolína získali svůj první mistrovský titul. Po vyhlášení Světové války narukovali do bojů i fotbalisté. Národní listy přinesly v první zářijové dny roku 1914 zprávu o úmrtí Václava Piláta. Byla však nepravdivá. Pilát byl sice zasažen střepinou a zůstal nehybně ležet na bitevním poli, procházející kaprál Štěpánovský, v civilu známý rozhodčí, však Piláta poznal a nechal odnést na ošetřovnu. Pilát dlouho zápasil o život, ale nakonec se zázračně uzdravil a brzy začal dokonce znovu hrát fotbal.

### První světová válka
Během čtyř let války na tom byl český fotbal špatně. Ze všech týmů zbyly jen trosky a na nějakou vážnější soutěž nebylo v situaci, kdy se sestavy týmů měnily zápas od zápasu, ani pomyšlení. Mezi různými posilami Sparty se však objevil i jeden skvělý hráč – Antonín Janda, zvaný Očko. Přišel z Olympie Praha VII, přivedl i svého bratra a stal se pilířem týmu. Za války působil v týmu také brankář Vlasta Burian. Měl šanci stát se i reprezentačním brankářem, ale dal přednost divadelní a filmové kariéře. Nedostatek hráčů přivedl v roce 1915 Václava Rudla, prvního fotbalistu, který hrál v pravých kopačkách, objednaných z Anglie, na myšlenku založit první dorost v zemi. K jeho svěřencům patřili i Josef Maleček a Jiří Tožička, budoucí skvělí fotbalisté, ale především hokejisté. Václav Rudl se také zapsal jako první sparťanský kapitán a první trenér.

### Železná Sparta
Válka však v roce 1918 skončila a ve Spartě se sešlo velmi kvalitní mužstvo, zvané proto „Železná Sparta“. Mezi největší překvapení patřil návrat ve válce těžce raněného Václava Piláta. Do branky se postavil vysoký František Peyr, povoláním zlatník. V obraně hráli Antonín Hojer a Miroslav Pospíšil. Hvězdnou zálohu, která neměla na pevninské Evropě obdoby, tvořili František Kolenatý, Antonín Fivébr a Káďa. Později nahradil Káďa ve středu hřiště svého učitele Fivébra a nalevo se dostal Antonín Perner. V útoku, který vedl Pilát, působil vpravo Josef Sedláček, zvaný Šmrdlous, a Janda-Očko, vlevo byli Josef „Boban“ Šroubek a Otto Škvajn, jinak též Mazal. Roku 1920 se v Antverpách konaly Olympijské hry a československá reprezentace se dostala až do finále, kde nastoupila proti domácím Belgičanům. Kapitán Káďa však své mužstvo na protest proti rozhodování sudího odvolal ze hřiště a reprezentace byla vyloučena z celého turnaje. Na olympiádě nastoupilo v československém týmu deset hráčů Sparty.

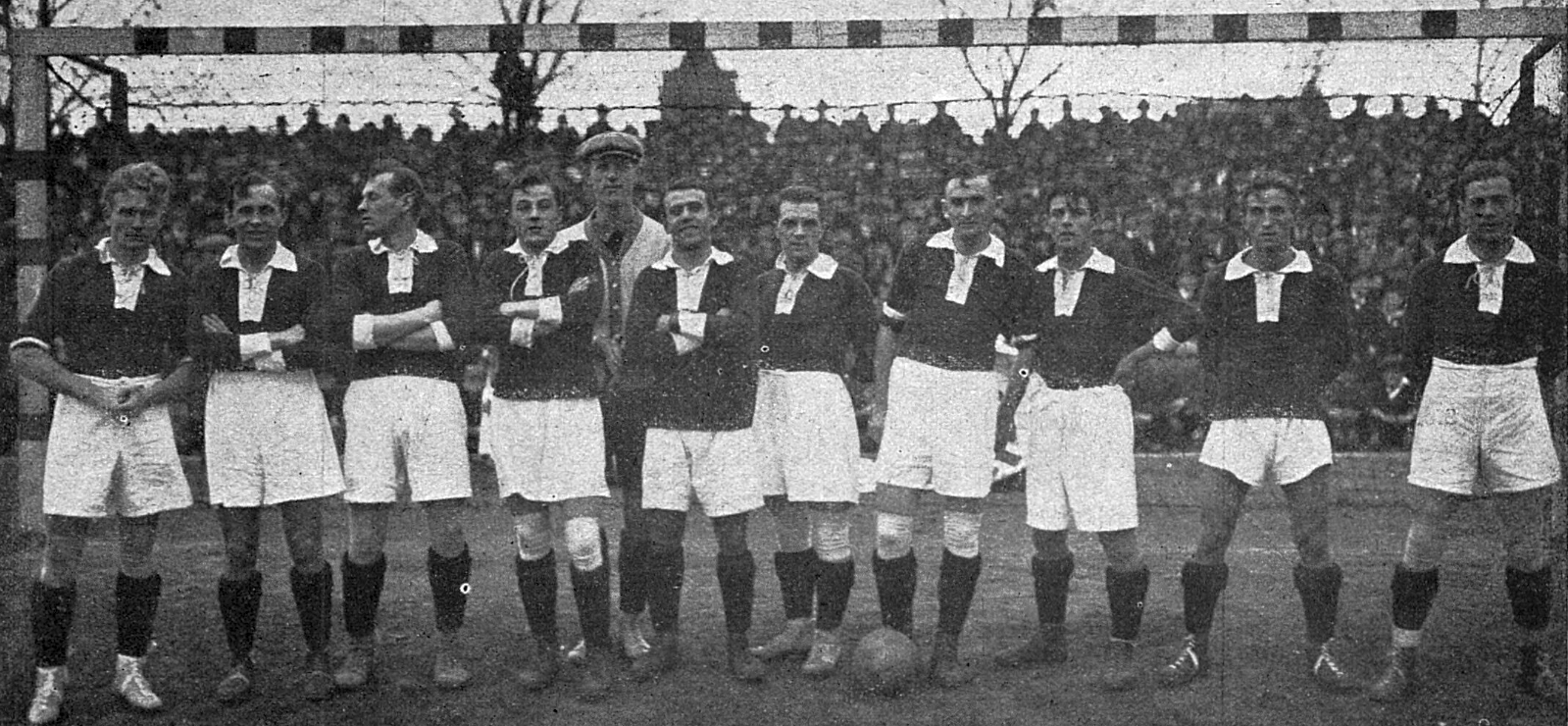
A.C. Sparta 1921 – Káďa, Mazal, Pilát, Perner, Peyr, Sedláček, Šroubek, Pospíšil, Červený, Kolenatý, Hoyer

Celostátní mistrovství v té době ještě neexistovalo, ale za vrcholnou soutěž se všeobecně považovala početná a mocná Středočeská župa a její vítěz byl uznáván jako domácí šampion. Sparta v této soutěži vítězila nepřetržitě od roku 1919 do roku 1923. Soutěž se hrála jednokolově. Sparta za tu dobu odehrála 59 zápasů a kromě jednoho všechny vyhrála, a to s vysokým skóre 235:46. Jediný prohraný zápas pochází ze druhého kola prvního ročníku, kdy Sparta nečekaně prohrála 1:2 s Unionem Žižkov. K tomuto vítězství se pak novináři a fanoušci vraceli ještě dlouhá léta. Hrdinové tohoto zápasu byli brankář Antonín Kaliba a skórující Jan Dvořáček. Oba hráči po nějaké době přestoupili do Sparty.
V letech 1919 a 1922 se konal i turnaj mezi jednotlivými župními mistry o mistra republiky. Poprvé se hrálo ligovým systémem, ve kterém Sparta porazila všechny čtyři soupeře a s celkovým skóre 17:0 získala titul. Podruhé se hrálo vyřazovacím způsobem a Sparta byla nasazena až do finále, ve kterém přehrála Hradec Králové 7:0. Tituly z let 1912, 1919 a 1922 byly Českomoravským svazem uznány jako mistrovské až v roce 2002. Většina fotbalových znalců evropského fotbalu považovala za nejlepší týmy první poloviny 20. let Spartu, FC Barcelonu a 1. FC Norimberk. V roce 1921, v prestižním turnaji o titul neoficiálního mistra kontinentu, sparťani přehráli oba soupeře na jejich půdě – Norimberk 2:1 a Barcelonu 3:2.
Konkurence doma i v zahraničí začala s popularizací fotbalu stoupat a domácí senzacechtiví novináři začali poté, kdy odešel Pilát, psát o rezavění železné Sparty. V zahraničí však mělo klubové jméno stále vynikající zvuk a Sparta byla v roce 1926 pozvána na americký zájezd. Mužstvo získalo vynikajícího střelce Josefa Silného, který jako první v Česku dosáhl sta vstřelených gólů. Klub však musel zaplatit Slavii tehdy ohromných 60 000 Kčs. Vrátil se i Janda-Očko, kterého si zaoceánští Češi vynutili kvůli skvělým ohlasům na jeho výkony na Pershingově olympiádě. Cestování do Ameriky a po ní bylo tehdy velmi únavné a po namáhavé cestě navíc čekal sparťany souboj většinou s anglickým či skotským profesionálním klubem. Přesto z dvanácti utkání sedm vyhráli a poražení byli jen dvakrát.
V roce 1924 fotbalový svaz stanovil pravidla pro profesionalizaci fotbalu. Mezi prvními 17 profesionálními kluby byla i Sparta. Fotbal se tak rozdělil do dvou proudů. Profesionální týmy vytvořily první a druhou ligu a ty zbylé dál hrály po jednotlivých župách o titul amatérského mistra. První ligový zápas odehrála Sparta 26. dubna 1926 s Vršovicemi (dnes Bohemians) a zvítězila 7:1, ale rozhodčí nakonec neuznal výsledek zápasu kvůli nevyhovujícímu terénu. To vyvolalo mnoho různých protestů a tahanic u zeleného stolu. Až po mnoha měsících byl po odehrání soutěže nařízen nový zápas, který Sparta opět vyhrála, ale jen 3:2. Původní výsledek by jí zajistil titul. Takto ale skončila o skóre na druhém místě. První ročník měl být původně dvoukolový, ale nakonec se odehrála jen jarní část, aby se mohlo na podzim začít s anglickým ligovým vzorem podzim – jaro. Ročník 1925–1926 už sparťané vyhráli a během první republiky získali dohromady šest titulů mistra republiky. A to stejné byly i v roce 1927 kde vyhráli titul.
V letech 1923 až 1928 byl prezidentem fotbalového klubu AC Sparta Praha i jeden z mužů 28. října Jiří Stříbrný.

### Středoevropský pohár
Spartě se však nedařilo jen na domácí půdě, ale i na té mezinárodní. Roku 1927 se hrál první ročník Středoevropského poháru. Byl to jakýsi předobraz pozdějších evropských soutěží. Účastníci sice pocházeli jen ze středoevropského regionu, ale ten byl spolu s Pyrenejským poloostrovem považován za nejsilnější fotbalovou část pevninské Evropy. Hned první ročník sparťané vyhráli. Hrál se dvoukolový systém známý z dnešních fotbalových pohárů s tím rozdílem, že v případě rovnosti skóre nerozhodovaly góly vstřelené na soupeřově hřišti, ale rozhodující zápas. V prvním kole těsně o skóre vyřadili vídeňskou Admiru, v semifinále dvakrát remizovali s budapešťskou Hungarií, ale rozhodující zápas se kvůli neoprávněnému startu budapešťského Kalmána Konráda nehrál, a Sparta postoupila do finále. Tam se střetla s vídeňským Rapidem, který v semifinále vyřadil Slavii. Finálový dvojzápas se rozhodl už v prvním utkání na Letné. Káďa vstřelil gól hned v 1. minutě a Sparta zvítězila 6:2. Rapid sice doma zvítězil, ale jen 2:1 a prvním držitelem prestižní trofeje se stala Sparta, která musela kvůli divokým scénám zklamaných domácích fanoušků rychle utéct do šaten.
Sparta získala pohár podruhé v roce 1935. Z původního vítězného týmu zbyl pouze obránce Jaroslav Burgr, který debutoval v rudém dresu právě v pražském finále s Rapidem. Soutěž měla 16 účastníků, a Sparta tak musela k zisku poháru vyřadit 4 soupeře. V prvních dvou kolech si poradila s First Viennou i Fiorentinou, která v Praze dostala 7 gólů. V semifinále narazila na slavný Juventus. Doma zvítězila 2:0 a v Turíně prohrála 1:3, což k postupu nestačilo. Sparťané museli sehrát ještě rozhodující duel v Basileji. Ve slavném utkání vedla Sparta po poločase již 3:0. Italové sice 20 minut před koncem z penalty snížili, ale závěr patřil sparťanům, kteří dali dva góly a vítězstvím 5:1 postoupili do finále. Rozhodující gól dal střelou přes hlavu Raymond Braine, belgická hvězda Sparty, který za klub ve 281 zápasech vstřelil 300 branek. Ve finále na Spartu narazil budapešťský Ferencváros, kterému sparťané venku podlehli 1:2. Domácí zápas byl křtem pro nový Strahovský stadion, který byl vyprodán. Sparta byla v duelu lepší a díky dvěma gólům Brainea a trefě Faczinka zvítězila 3:0 a podruhé získala Středoevropský pohár. O rok později Sparta pohár téměř obhájila, ale ve finále doma překvapivě podlehla vídeňské Austrii, se kterou venku uhrála pouze bezbrankovou remízu. I tak se však Sparta zařadila se dvěma vítězstvími mezi nejlepší týmy předválečné historie Středoevropského poháru.

### Druhá světová válka a poválečná éra
S výjimkou sezóny 1927/28, kdy titul vyhrála Viktoria Žižkov, skončila v lize Sparta vždy nejhůře druhá. Titul si do konce první republiky připsali v ročnících 1931/32, 1935/36,1937/38 a naposled 1938/39 a pak přiša válka. Na začátku války však začal sparťanský kádr stárnout a výsledkem toho bylo až čtvrté místo v sezóně 1940/41. To však byl jen začátek déletrvající krize. Sparta zahájila další sezónu špatně a po podzimní části soutěže měla z jedenácti zápasů jen tři body a byla poslední. Vše navíc završila potupná porážka v derby se Slavií, kde Sparta prohrála 7:0. Bylo jasné, že k záchraně se musely udělat změny. Mužstva se ujal Vlasta Burian, který se stal nejen trenérem, ale také na oko zaměstnal několik hráčů ve svém divadle, čímž obešel nacistický zákaz profesionalismu ve fotbale. Tato praxe však byla v té době běžná u mnoha týmů. Burian pomáhal také shánět nové posily, které se později staly novými oporami. Nejzásadnější byla však pomoc od Slavie, která svému největšímu protivníkovi půjčila na jarní část svého kanonýra Vojtěcha Bradáče. Úvod do jarní části se však opět nepovedl a Sparta v dalším derby podlehla opět potupně 1:8. Nakonec se však začalo dařit a až v posledním kole se výhrou nad Zlínem definitivně zachránila. Nové posily se začínaly prosazovat v další sezóně, kdy Sparta opět hrála na vyšších pozicích a získala titul vicemistra za Slavií. Ta vyhrála čtvrtý titul v řadě. Ročník 1943/44 byl posledním hraným za války, jelikož sezóna 1944/45 se kvůli blížícím se frontám ani nerozehrála. Sparta vyhrála obě derby a v ostatních zápasech ztratila pouze 4 body a po dlouhé době opět získala titul. A to v ročníku 1945/46. Po osvobození se většina hráčů týmu dostala i do reprezentace.
Podle informace v knize o masakru na Švédských šancích hrál v roce 1937 za B tým Sparty masový vrah Karol Pazúr.
Po válce se fotbalový život rychle obnovil a zdálo se, že se vše vrací do starých kolejí – Sparta i Slavia byly stále nejlepšími týmy a čtyři tituly, které byly do přelomového roku 1948 k dispozici , si rozdělily půl na půl. Sparta tak vyhrála titul v ročníku 1947/48. Na dvou poválečných sparťanských se podíleli jednak veteráni Karel Kolský a Karel Senecký, ale hlavně nová generace – k jejím největším hvězdám patřili útočníci Jan Říha, Jaroslav Cejp a Josef Ludl. Trochu v jejich stínu stáli další ofenzivní hráči: Jiří Zmatlík, Václav Kokštejn či Jaroslav Vejvoda, budoucí trenérská legenda. Brankářem tehdejšího týmu byl Karel Horák, klíčovým hráčem obrany Jiří Zástěra, zálohu tvořili Ladislav Koubek, Josef Hronek a Rudolf Šmejkal.

### 50. léta
V 50. letech obě pražská „S“ na dlouhou dobu ztratila své výsadní postavení v československém fotbale. Sparta sice nevyklidila pozice tolik jako Slavia, ale nové konkurenci čelila obtížně – v Bratislavě se zformovala dvě nová silná mužstva Sokol NV (Slovan) a Červená hvezda, v Praze přibyl silný armádní tým ATK (ÚDA, Dukla), právě tyto celky v 50. letech získaly většinu mistrovských titulů. Sparta končila většinou druhá až třetí, přesto dvakrát dobyla ligový trůn – v letech 1952 a 1954. V těchto mistrovských týmech byli ještě „tři veteráni“ ze 40. let Karel Senecký, Vlastimil Preis a Ladislav Koubek, ale hlavně přišla nová generace – v bráně stál André Houška, pilířem obrany byl Miroslav Zuzánek, zálohu většinou tvořil Jiří Hejský, Zdeněk Procházka a Oldřich Menclík, v útoku nastupovali Josef Crha, Arnošt Pazdera, Jiří Pešek či Antonín Rýgr. Tým však neměl příliš možnost mezinárodního srovnání, jednak kvůli uzavřenosti tehdejšího režimu, a také kvůli tomu, že neexistovala celoevropská klubová soutěž – Středoevropský pohár se nepodařilo plnohodnotně resuscitovat a UEFA založila své poháry až ve 2. polovině 50. let. Ale pak se Spartě na deset let přestalo dařit. Tehdy však již výkonnost Sparty poklesla, na konci padesátých let přišla větší krize a poprvé v novodobé historii začal reálně hrozit sestup – v sezónách 1958/59 a 1959/60 skončila Sparta v lize desátá a dvanáctá (ve čtrnáctičlenné soutěži).

### Ježkova Sparta
Začátek 60. let byl nadále ve znamení krize, v sezóně 1961/62 Sparta znovu tak tak uhájila ligovou příslušnost, když skončila v lize jedenáctá, ale pak již přicházelo postupně zlepšení. Podíl na něm měl jistě trenér Karel Kolský, který pak zažil slavná léta na lavičce pražské Dukly, ale zlom nastal zejména s příchodem trenéra Václava Ježka, který později přivedl Československo k největšímu reprezentačnímu úspěchu v historii – zlatým medailím mistrů Evropy. V 60. letech ve Spartě zformoval tým silný i produkující atraktivní fotbal. Přinesl Spartě dva mistrovské tituly (1964/65,1966/67). Ze staré gardy 50. let v týmu zůstal jako jediný Arnošt Pazdera, ale hlavní hvězdou byl pilíř zálohy Andrej Kvašňák, který si získal velkou popularitu i proto, že uměl tribuny pobavit. Svým zjevem i pojetím hry jakoby na Jandu-Očka navazoval nepřehlédnutelný Tadek Kraus. Bránu hájil mohutný Antonín Kramerius, jeho náhradníkem byl Pavel Kouba, otec budoucí brankářské legendy klubu Petra. Obranu vyztužil Jiří Tichý, který přišel z ČH Bratislava, pověstným brouskem byl Václav Migas. V záloze hru organizoval vedle Kvašňáka i Pavel Dyba či Josef Vojta. Mimořádnou sílu měl útok. Na křídlech běhali reprezentanti Václav Vrána a Tomáš Pospíchal (později i Bohumil Veselý), miláčkem tribun se stal mladý talent Josef Jurkanin, ale především útočná dvojice (Václav Mašek – Ivan Mráz (tzv. „MM kanonýři“) budila u soupeřů úctu, až hrůzu. Že měla mezinárodní parametry prokázala v evropských pohárech, do nichž se Sparta v 60. letech prvně podívala. Pohárová bilance Mráze s Maškem je úctyhodná – dodnes kralují klubovému žebříčku pohárových střelců – Mráz se 14 góly a Mašek se 13 (5 gólů Anderlechtu (!)) Mašek navíc vybojoval stříbro na MS v Chile roku 1962 (stejně jako Kvašňák, Tichý a Pospíchal). První start v evropských pohárech Sparta zažila v roce 1964, v Poháru vítězů pohárů vypadla ve druhém kole s West Ham United FC. Ale dva mistrovské tituly ji zaručily možnost dvakrát si zahrát i Pohár mistrů evropských zemí, v němž uspěla – dvakrát vybojovala účast ve čtvrtfinále. Byť v prvním případě, na jaře 1966 měla k postupu do semifinále opravdu blízko – doma porazila Partizan Bělehrad vysoko 4:1 a zdálo se, že postup jí nemůže uniknout. V Bělehradě však přišel neuvěřitelný kolaps, tým prohrál 0:5 a vypadl. Tato prohra se stala pověstnou a je dokonce opředena mnoha legendami, ba konspiračními teoriemi (například, že pořadatelé přimíchali Sparťanům do občerstvení uspávací prostředky). Sparta před bělehradským výbuchem vyřadila FC Lausanne-Sport a Górnik Zabrze, ve druhé sezóně v Poháru mistrů pak Skeid Oslo a RSC Anderlecht (ztroskotala na Realu Madrid). Ale pak přišla pro Spartu největší krize a více než 15 let bez titulu

### Krize 70. let
Na začátku 70. let se Sparta začala sunout do ligového průměru a brzy přišla největší krize v její historii. Jedenácté místo v ročníku 1972/73 bylo varování, o dva roky později však krize dostoupila vrcholu a Sparta poprvé (a dosud naposledy) ve své historii sestoupila do 2. ligy (z 15. místa). Za rok se sice do nejvyšší soutěže vrátila, ale i poté hrála povětšinou na chvostu tabulky. Paradoxem však je, že právě v této krizové době zaznamenala Sparta možná největší mezinárodní úspěch své novodobé historie – v roce 1973 postoupila přes Standard Lutych, Ferencváros Budapešť a Schalke 04 až do semifinále druhého nejprestižnějšího evropského poháru – Poháru vítězů pohárů. V semifinále nestačila na AC Milán, ale sveřepé mezinárodní boje týmu, který šel doma od porážky k porážce, budily údiv, ohlas i úctu. V prvním semifinále Sparta nastoupila v sestavě Brabec – Tenner, F. Chovanec, Urban, Táborský – Bouška, Stránský, Mašek – B. Veselý, Kára (Hladík), J.Veselý. V odvetě Tennera nahradil Princ a J. Veselého Kára. Právě Vladimír Kára s Jaroslavem Bartoněm byli klíčovými střelci týmu – Bartoň dal dva góly Ferencvárosu i Schalke, Kára tři Lutychu a jeden Schalke. Právě v této éře se také zrodila pověst Sparty jako „pohárového týmu“, neboť se jí v pohárově hraných soutěžích dařilo i při ligové agonii – krom zmíněného semifinále se v této době Spartě podařilo proniknout třeba do 3. kola Veletržního poháru (přes Athletic Bilbao a Dundee United) či třikrát vyhrát Československý pohár (1972, 1976, 1980). K populárním hráčům té doby patřil třeba Milan Čermák a brankář Jan Poštulka.

### Renesance 80. let: Ježek znovu u kormidla

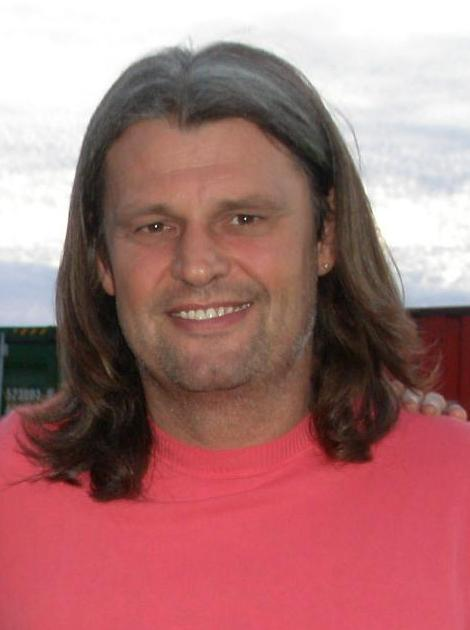
Tomáš Skuhravý

V roce 1980 skončila Sparta v lize ještě desátá, ale již rok poté přišlo viditelné zlepšení a přesun do horní poloviny tabulky. Přišli noví hráči – například velmi populární Jaroslav „Bobby“ Pollák, Petr Slaný z Baníku, Josef Jarolím, Milan Vdovjak, Vlastimil Calta, Jan Berger či Jozef Chovanec. Definitivní zlom však přišel až s návratem Václava Ježka na lavičku. Ježek začal budovat nový tým. Kolem zkušených Bergra s Chovancem rozestavěl nadějné mladíky – Jana Stejskala do brány, Františka Straku a Julia Bielika do obrany, Ivana Haška a Michala Bílka do zálohy, Stanislava Grigu a Tomáše Skuhravého do útoku. Tým, který vybudoval (a který byl postupně doplňován jmény jako Ivan Čabala, Petr Vrabec či Václav Němeček), naprosto ovládl domácí scénu, jeho hegemonie se stala až absolutní. První titul v 80. letech Sparta vybojovala v sezóně 1983/84 a do dalšího roku obhájit, do konce dekády jí ligovou korunu dokázal uzmout jen jediný tým – TJ Vítkovice (v sezóně, kdy Spartou zmítaly vnitřní spory pod kontroverzním a náročným trenérem Jánem Zacharem). Zpočátku se Ježkovu „team-worku“ dařilo i na mezinárodní scéně, v letech 1983–1985 se Sparta probojovala do čtvrtfinále Poháru UEFA i Poháru mistrů. V prvém případě ztroskotala na Hajduku Split, ve druhém na tehdy famózním Juventusu Turín s Michelem Platinim v čele. V druhé polovině 80. let se však na tyto úspěchy navázat nepodařilo. Oč více Sparta dominovala doma, o to více se jí nedařilo v Evropě – potupnou byla především porážka 1:5 doma se Steauou Bukurešť v 1. kole Poháru mistrů roku 1988. Ač měl rumunský mistr tehdy úctyhodný tým s Gheorghem Hagim ve svých řadách, debakl se Steauou se stal symbolem pohárové mizérie těch let. Do konce Československa vybojovala Sparta tituly v ročnících 1986/87,1987/88,1988/89,1989/90,1990/91 a poslední ročník Československé ligy 1992/93.

### Sparta Uhrinova

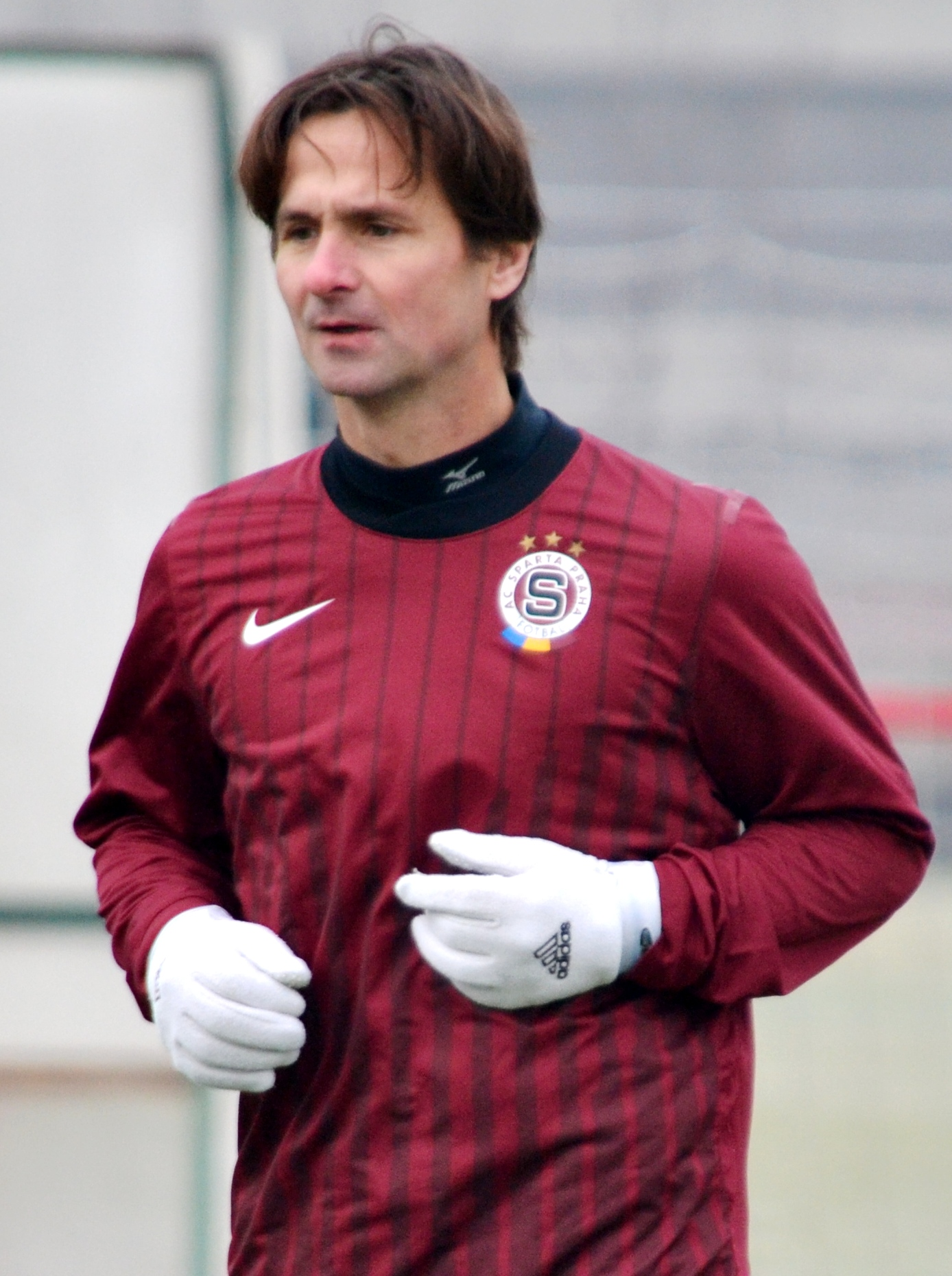
Jiří Novotný

Po mistrovství světa v Itálii roku 1990, na němž Československo reprezentovalo devět Sparťanů (Stejskal, Straka, Hašek, Chovanec, Bílek, Skuhravý, Němeček, Bielik, Griga), se pilíře letenského mužstva rozprchly do světa – jednak proto, že šampionát byl pro československé barvy poměrně úspěšný, a také v důsledku změněných společenských podmínek. Zdálo se, že nadvládě Sparty v domácí soutěži je tak konec. Opak byl pravdou. Nakonec Sparta v 90. letech dominovala domácí lize více, než kdy předtím: za celou dekádu jí jen dvě mužstva odňala na jeden rok mistrovský titul – Slovan Bratislava a Slavia Praha. Tituly Sparta do konci 20. století sbírala 1 za druhým a to v ročnících 1993/94,1994/95,1996/97,1997/98,1998/99,1999/00. Důvodů bylo více. Na počátku 90. let sehrálo jistě klíčovou roli, že Sparta měla na lavičce Dušana Uhrina, který i z dosud nepříliš známých hráčů vytvořil mimořádný tým – podobně jako se mu to podařilo na mistrovství Evropy v Anglii roku 1996 s českou reprezentací, která tehdy získala nečekané stříbro. Jádro Sparty počátku 90. let vytvořili hráči, kteří nakoukli do prvního mužstva již v minulém desetiletí, ale v konkurenci slavných reprezentantů neměli moc šance – k takovým hráčům patřili tři obránci a jeden útočník: věrný Jiří Novotný (který se nakonec stal absolutním českým rekordmanem v počtu získaných titulů – 14 a všechny se Spartou), výborný exekutor trestných kopů Petr Vrabec, neúnavný pracant Michal Horňák a Horst Siegl, který se stal jedním z nejlepších kanonýrů, jakého Sparta kdy měla. Uhrin k nim doplnil nové objevy: brankáře Petra Koubu, záložníky Jiřího Němce, Martina Frýdka, Romana Vonáška či Lumíra Mistra, později se připojili i Zdeněk Svoboda či Tomáš Votava. A tým bez hvězd šlapal – k překvapení mnohých i na evropské scéně. Po létech půstu Sparta zaznamenala výrazné úspěchy: v sezóně 1991/92 prožila své nejúspěšnější tažení Pohárem mistrů evropských zemí v historii. Vyřadila skotský Glasgow Rangers i obhájce trofeje Olympique de Marseille s Jean-Pierrem Papinem a ve skupině se pak prala o přímý postup do finále s FC Barcelona, Dynamem Kyjev a Benficou Lisabon. Barcelonu i Kyjev doma porazila, s Benficou dvakrát remizovala, ale ani to nestačilo – ze skupiny postupoval jen vítěz (v tomto případě Barcelona, nakonec celkový vítěz), šlo o zvláštní model soutěže, který se již nikdy později neopakoval. Posléze byl tento ročník prohlášen za nultý ročník tzv. Ligy mistrů, poprvé byl totiž v Poháru mistrů užit princip skupin. I v další sezóně Sparta v Evropě uspěla, postoupila v Poháru vítězů pohárů přes obhájce trofeje Werder Brémy až do čtvrtfinále, kde ovšem vypadla s AC Parma. Vypadalo se Spartou hodně dobře a to i na začátku 21. století

### Sparta Nedvěda i Rosického

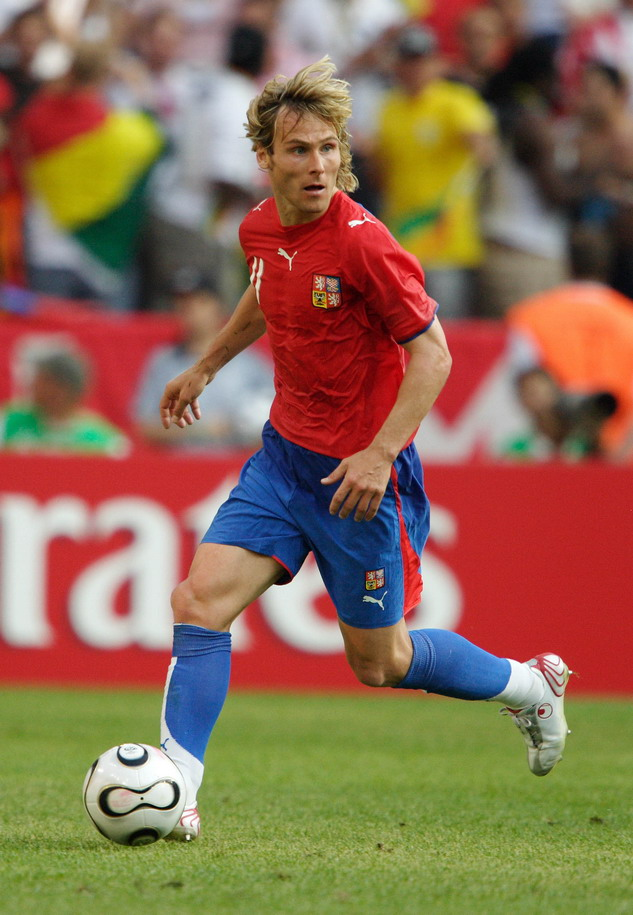
Pavel Nedvěd – sparťanská osobnost poloviny 90. let

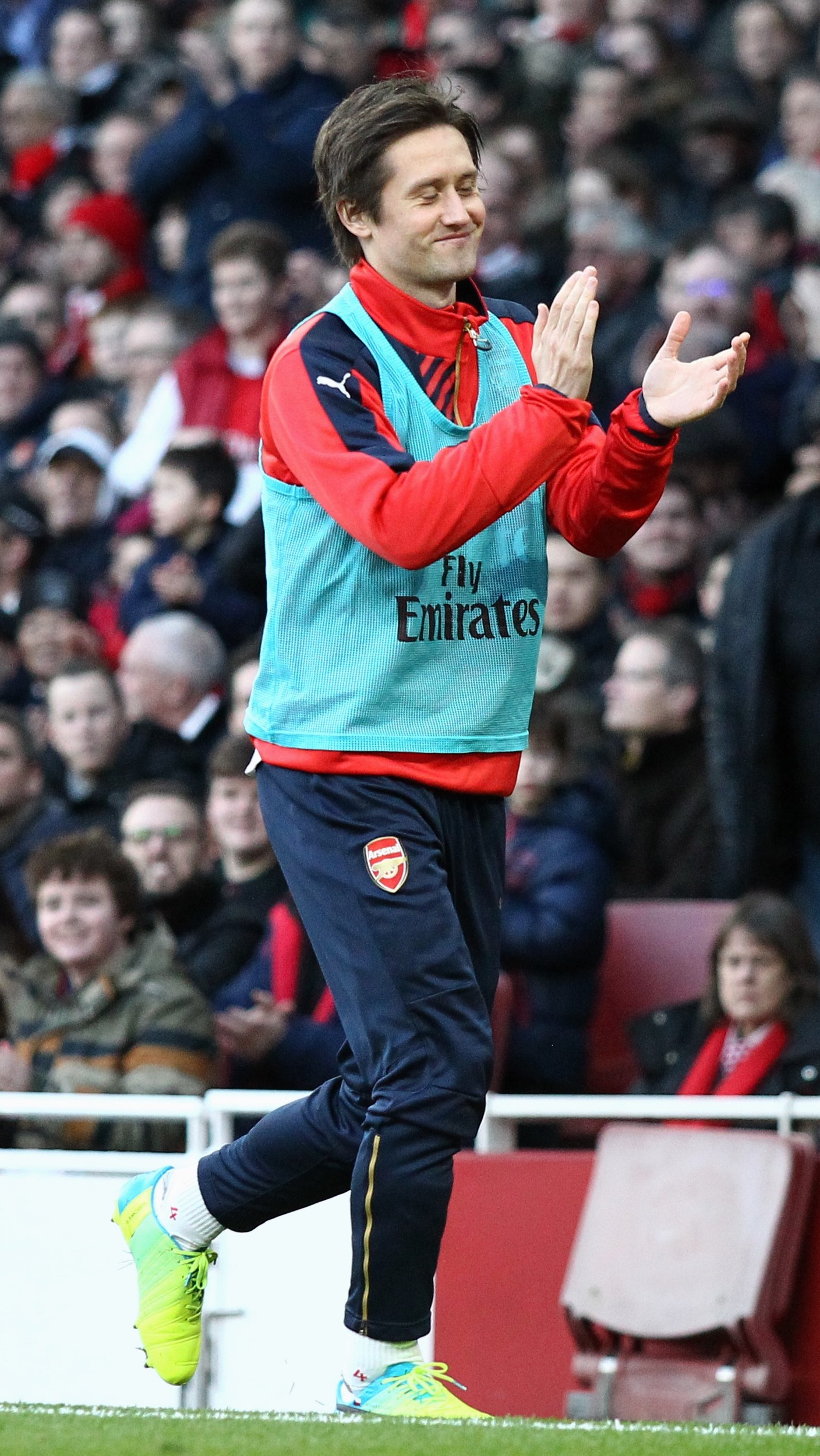
Tomáš Rosický

Devadesátá léta byla charakteristická také tím, že nastala mnohem větší fluktuace hráčů než bývalo v minulosti obvyklé, mužstvo se obměňovalo rychle, zejména výborní hráči nevydrželi dlouho. Přesto přicházeli a často šlo o legendy – patřil k nim zejména Pavel Nedvěd, budoucí nejlepší fotbalista kontinentu. Se Spartou získal v polovině 90. let tři tituly. Více v rudém dresu pobyli gólman Jaromír Blažek a útočník Vratislav Lokvenc, který vytvořil se Sieglem jednu z nejnebezpečnějších útočných dvojic sparťanské historie, která připomínala dvojici Mráz–Mašek – i bilancí v evropských pohárech. Siegl vyrovnal v počtu vstřelených evropských branek Maška (13), Lokvenc si připsal 11 gólů. V polovině 90. let se na Letné objevila i další legenda – Jan Koller. Tehdy byl ovšem nezkušeným začátečníkem a ze Sparty odešel zakrátko jako neperspektivní – až později se z něj vyklubal nejlepší střelec v dějinách české reprezentace (55 branek) a jeho vyhazov je tak zřejmě největší chybou v dějinách sparťanského managementu. Nedvědova Sparta poloviny 90. let sice nadále sbírala domácí tituly, v Evropě už se jí ovšem tolik nedařilo. I proto, že výjimeční hráči jako Nedvěd rychle odcházeli do zahraničních klubů.
Přesto se stále dařilo mužstvo doplňovat mimořádnými fotbalisty – na konci 90. let se začala rodit nová Sparta, přišly nové opory, mezi nimiž nejtalentovanější byl bezpochyby Tomáš Rosický, který podobně jako Nedvěd stihl na Letné oslavit tři tituly, než odešel do Borussie Dortmund jako nejdražší český hráč všech dob. „Fotbalový Mozart“ již tehdy ve Spartě kouzlil, ale taktovku ještě drželi jiní – v obraně Ostraváci Tomáš Řepka a René Bolf, a také Milan Fukal či Vladimír Labant. V záloze pak Jiří Jarošík, Josef Obajdin, Martin Hašek, Miroslav Baranek a Libor Sionko. Právě toto mužstvo se jako první český celek podívalo do základní skupiny Ligy mistrů (1997/98) a jako první český celek z ní i postoupilo (1999/00) – pod vedením trenéra Ivana Haška prošlo ze skupiny s Girondins Bordeaux, Spartakem Moskva a Willem II Tilburg a v osmifinálové skupině skončilo třetí za FC Barcelona, FC Porto a před Herthou Berlín.

### Éra navrátilců: Sparta Poborského a Řepky

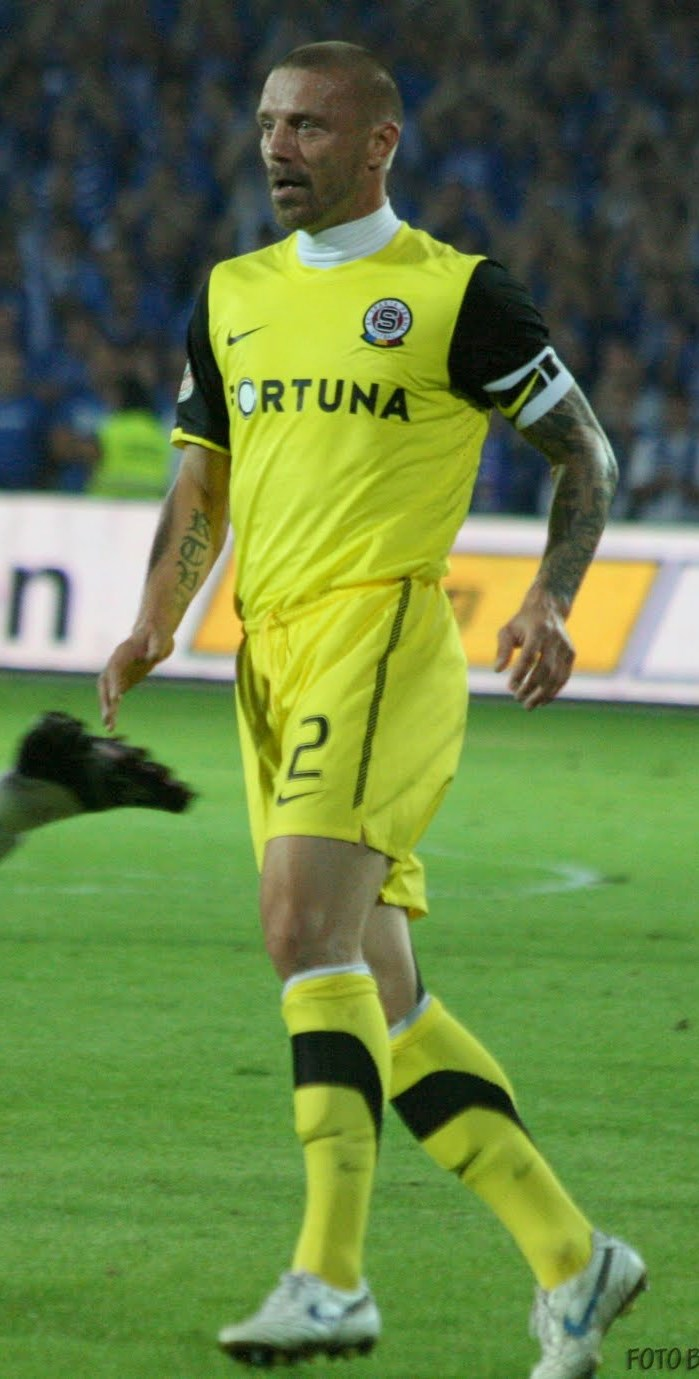
Tomáš Řepka v předkole Ligy mistrů s Lech Poznań roku 2010

Zatímco v 90. letech Sparta na domácí scéně jednoznačně dominovala, v nultých létech se to změnilo. Úspěchy v lize sice přicházely, ale Spartě se nikdy nepodařilo titul obhájit. Dvakrát jí v dekádě přehrál Slovan Liberec, jednou Baník Ostrava a dvakrát Slavia Praha. Sparta si v nultém desetiletí připsala 5 mistrovských titulů (2001, 2003, 2005, 2007, 2010), což se po dvaceti letech hegemonie jevilo jako ústup ze slávy. Důvody byly zřejmé – zatímco v 90. letech nejlepší čeští hráči Spartou aspoň prošli, byť krátce, ekonomická pozice domácí ligy se v nultých letech zhoršila natolik, že výborní hráči začali odcházet do zahraničí již po pár úspěšných ligových zápasech, někdy i z dorosteneckých kategorií. Nezbývalo než jít alternativními cestami – dávat větší šanci talentovaným odchovancům, hledat velmi mladé talenty, motivovat hráče středních kvalit a dát prostor veteránům, kteří se vraceli do české ligy dosloužit po úspěšných kariérách v zahraničí. Občas tato kombinace zafungovala. K mladým objevům bezpochyby patřili například Zdeněk Grygera, Tomáš Hübschman či Tomáš Sivok. Některé mimořádné talenty se neprosadily tolik, jak se čekalo, ale pro Spartu v tomto období udělali mnoho – k takovým patřili například Tomáš Jun či Lukáš Zelenka, mistři Evropy do 21 let z roku 2002. Někteří průměrní hráči dokázali pod dobrým vedením zazářit a prožít svou hvězdnou chvilku – k takovým lze počítat například Marka Kincla či Jana Holendu. K navrátivším se legendám pak především a hlavně vicemistra Evropy Karla Poborského, českého rekordmana v počtu reprezentačních startů. O podobný comeback se pokusil Pavel Horváth. Stabilitu vnesl mezi tři tyče znovu Jaromír Blažek, do zadních řad další navrátilec Tomáš Řepka, pomohl i návrat Libora Sionka.
Sparta první poloviny prvého desetiletí nového století dvakrát postoupila ze základní skupiny Ligy mistrů. Poprvé pod vedením trenéra Jaroslava Hřebíka, který šel spíše „uhrinovskou“ cestou bez velkých hvězd, podruhé pod vedením Jiřího Kotrby, který postavil mužstvo kolem matadorů Poborského, Sionka a Zelenky. Hřebíkova Sparta ztroskotala v osmifinálové skupině na Realu Madrid a Panathinaikosu Athény, Kotrbova v osmifinále nestačila na AC Milán.
V polovině nultých let však přišel kvalitativní zlom. Neustálé rozprodeje hráčů už nebylo vedení schopno kompenzovat dostatečně kvalitními náhradníky a Sparta vyklidila v Evropě pozice. Ještě dvakrát si zahrála základní skupinu Ligy mistrů (2004/05, 2005/06 v tomto ročníku zatím naposled), ale bylo zjevné, že již není schopná konkurovat – v obou případech skončila na posledním čtvrtém místě skupiny. Od roku 2005 bušila na brány Ligy mistrů marně (neprošla přes Arsenal FC a dvakrát přes Panathinaikos Atény), ba ani v Poháru UEFA nebyla schopná postupovat. Na konci desetiletí proto přišel do Sparty trenér a manažer v jedné osobě Jozef Chovanec, který se rozhodl začít budovat nové mužstvo, které by rostlo postupnými kroky – šanci dostali noví muži: Juraj Kucka, Miroslav Slepička, Jiří Kladrubský, Kamil Vacek, Václav Kadlec, objevily se populární zahraniční posily Wilfried Bony (11 branek v evropských pohárech) či Léonard Kweuke. Prvním znakem úspěšné práce byl ročník 2010/11, kdy se Spartě poprvé podařilo postoupit ze základní skupiny Evropské ligy, jež vznikla z Poháru UEFA podobně jako v minulosti Liga mistrů z Poháru mistrů. Zatímco o rok dříve v prvním ročníku Evropské ligy mladé sparťanské mužstvo přes nadějné výsledky ještě vyhořelo v klíčovém zápase o postup s FC Kodaň, tentokrát za sebou nechalo FC Lausanne-Sport i US Palermo, byť přes FC Liverpool se letenským nakonec do osmifinále probojovat nepodařilo. V dalším roce se však Sparta do základní skupiny Evropské ligy neprobojovala a Jozef Chovanec musel velitelský můstek v zimě 2011 opustit.

### Sparta pod vedením trenéra Lavičky

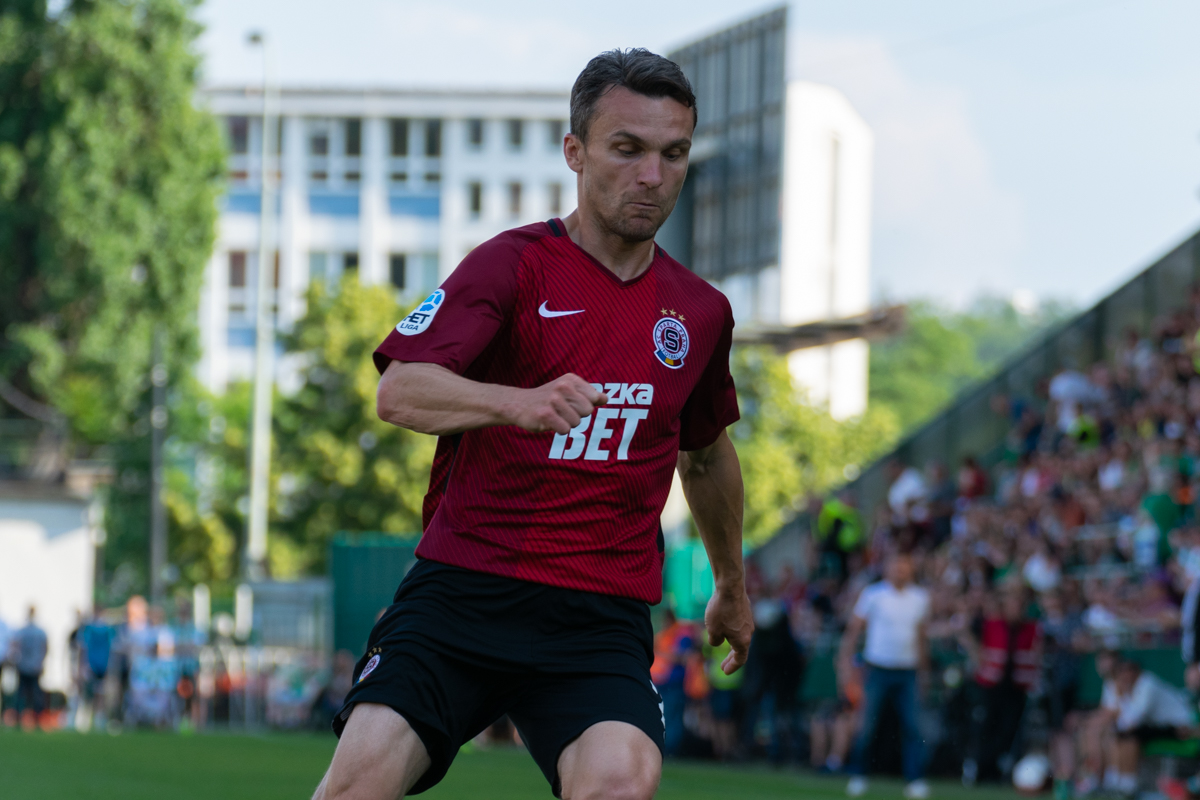
David Lafata

V sezóně 2012/13 se Sparta úspěšně kvalifikovala do Evropské ligy přes týmy Admiry Wacker a nizozemského Feyenoordu. V základní skupině byla nalosována k Olympique Lyon, izraelskému Hapoelu Kirjat Šmona a finalistovi předešlého ročníku Athleticu Bilbao. Mužstvu okolo zkušených hráčů jako Marka Matějovského nebo Jiřího Jarošíka doplněnému o mladé talentované hráče jako Václav Kadlec nebo Ladislav Krejčí se podařilo postoupit do vyřazovací fáze, kde narazilo na londýnskou Chelsea. Po výsledcích 0:1 doma a 1:1 venku se muselo s touto soutěží rozloučit. Sparta zároveň bojovala pod vedením trenéra Vítězslava Lavičky o titul v domácí lize až do posledního kola, ten však získala silná Viktoria Plzeň.
V sezóně 2013/14 se ACS opět kvalifikovala do Evropské ligy, zde ale vypadla již ve druhém předkole s málo známým švédským týmem BK Häcken. V Gambrinus lize během podzimní části dominovala, nepoznala hořkost porážky a před druhou Plzní si vypracovala pětibodový náskok. Nakonec získala po čtyřech letech mistrovský titul. Klíčovými oporami mistrovského mužstva byli Josef Hušbauer, David Lafata, Pavel Kadeřábek, Bořek Dočkal, Costa Nhamoinesu, Marek Matějovský, Tomáš Vaclík či Ladislav Krejčí. V sezoně získala nakonec double, když opanovala i Pohár České pošty 2013/14. A to bylo na skoro 10 let skončilo dobré období pro Spartu kde se v lize nedokázala vyhrát, několik změn trenéru, 1 pohár.

### Návrat trenéra Ščasného

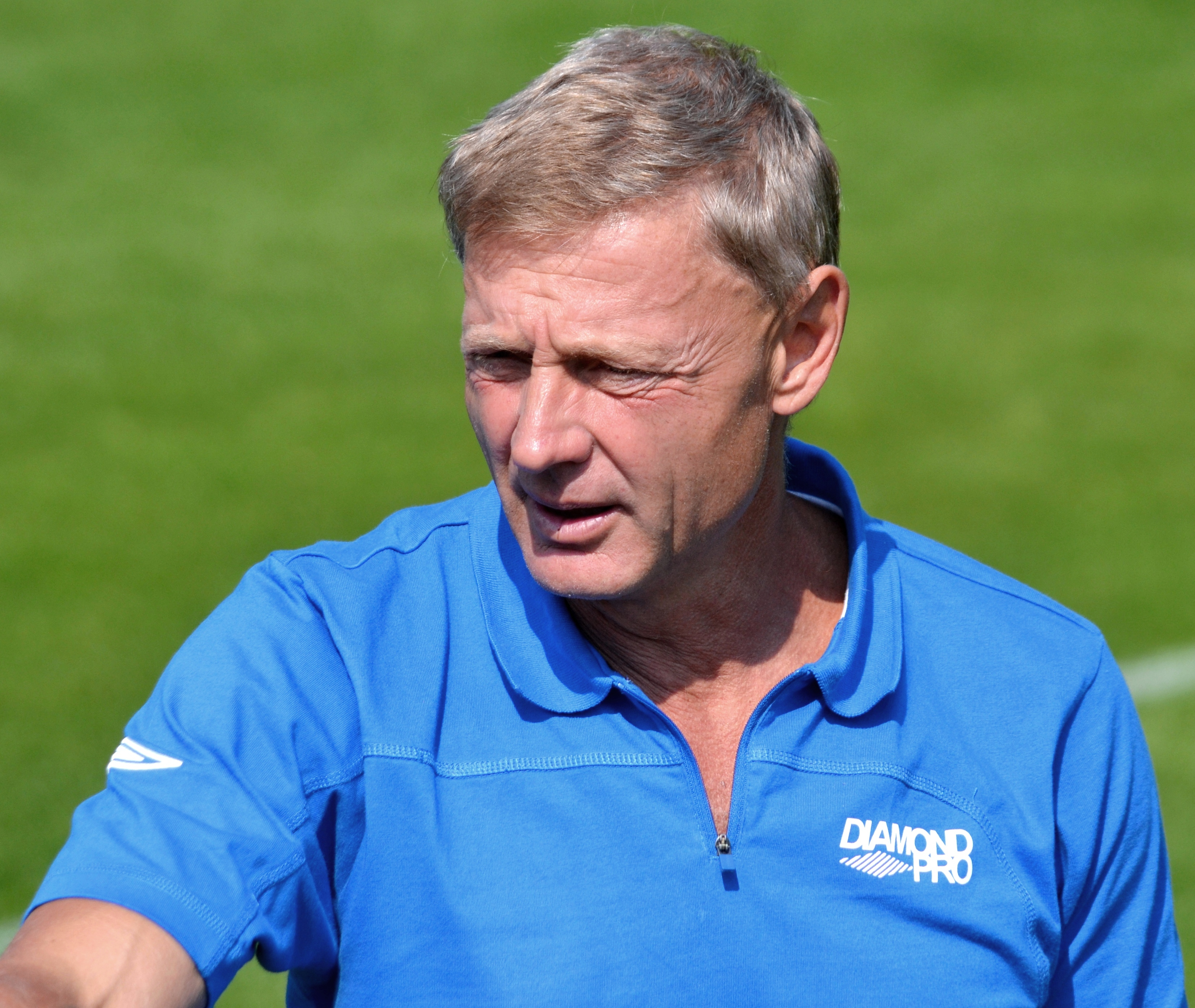
Zdeněk Ščasný

Během jarní části sezony 2014/15 byl Vítězslav Lavička kvůli špatným výsledkům i výkonům týmu v lize i pohárových soutěžích odvolán. Nahradil jej Zdeněk Ščasný, který se na pozici hlavního trenéra Sparty vrátil po šestnácti letech. Ščasný převzal tým na druhé příčce ligové tabulky, na které také sezonu zakončil a zajistil tak kvalifikaci do Ligy mistrů UEFA. Ve třetím předkole Ligy mistrů však Sparta nestačila na PFK CSKA Moskva a po zbytek sezóny hrála Evropskou ligu.
V české lize Sparta skončila v ročníku 2015/16 opět druhá, významného úspěchu však dosáhla na evropské scéně. V Evropské lize dokázala postoupit ze skupiny do jarní vyřazovací části, v ní nejprve vyřadila FK Krasnodar, v osmifinále poté SS Lazio a vypadla až ve čtvrtfinále, když nestačila na španělský Villarreal. Byl to největší úspěch českého klubu v evropských pohárech od roku 2002, kdy do stejné fáze Poháru UEFA postoupil Slovan Liberec.
Sezona 2016/17 ale nezačala dobře. Sparta málem nepostoupila do základní skupiny EL. Ve 4. předkole si z 1. zápasu proti SønderjyskE odvezla remízu 0:0. V domácí odvetě prohrávala 0:2 a musela zápas otáčet. V závěru zápasu Jakub Brabec otočil na 3:2 a zajistil Spartě postup. V základní skupině EL ale přišla porážka od anglického Southamptonu 0:3 a v lize porážka od Slavie 0:2 a Zdeněk Ščasný se rozhodl skončit.

### Období přechodných trenérů
Po odchodu Ščasného Sparta musela ještě před začátkem základních skupin Evropské ligy najít nového trenéra. To se nepovedlo a tak na lavičku usedl trenér juniorky David Holoubek. Holoubek ale neměl licenci UEFA Pro, která je pro trénování prvoligového týmu potřebná a tak mohl trénovat pouze po omezenou dobu. První Holoubkovou zkouškou bylo sestavit základní jedenáctku pro zápas se slavným Interem, protože mužstvo decimovala četná zranění. V jednu dobu bylo na marodce až 12 hráčů. Holoubek vytvořil experimentální sestavu složenou zčásti z původních hráčů, zčásti z náhradníků a zbytek doplnil juniory, které ze svého nedávného působení znal. Zápas skončil senzací, Sparta na Letné porazila Inter Milán 3:1. Dvěma góly se na vítězství podílel Václav Kadlec. Před posledním zápasem EL, který Sparta hrála na stadionu Interu, musel Holoubek kvůli licenci skončit. Odtrénoval 14 zápasů, z toho 10 vítězně, 2 skončily remízou a 2 porážkou. Na lavičku byl dosazen dosavadní asistent Zdeněk Svoboda, který měl mužstvo vést pouze do zimní přestávky. Svobodovi se nepodařilo navázat na Holoubkovy úspěchy. Sparta s Interem prohrála 1:2. I přes 2 porážky Sparta postoupila do jarní vyřazovací fáze.
V zimní pauze pokračovalo hledání trenéra. Ani toto hledání nebylo úspěšné a trenérem se stal generální manažer Tomáš Požár. Po úspěšné přípravě, ve které Sparta porazila slavný Zenit Petrohrad 2:0, přišla ledová sprcha od ruského Rostovu 0:4. Zopakování evropské cesty do čtvrtfinále bylo nemožné. Odveta skončila remízou 1:1. Požárovo vedení nebylo úspěšné, což po ligové porážce s Boleslaví vedlo k jeho odvolání. Hledání trenéra tedy pokračovalo.
Pro posledních 10 zápasů se trenérem stal Petr Rada. Z 10 zápasů Sparta prohrála jediný (0:1 s Jihlavou). Remizovala s úhlavním rivalem Slavií 1:1 a porazila Plzeň 2:0. Radovi ale smlouva prodloužena nebyla a po sezoně tak skončil.

### Stramaccioniho Sparta

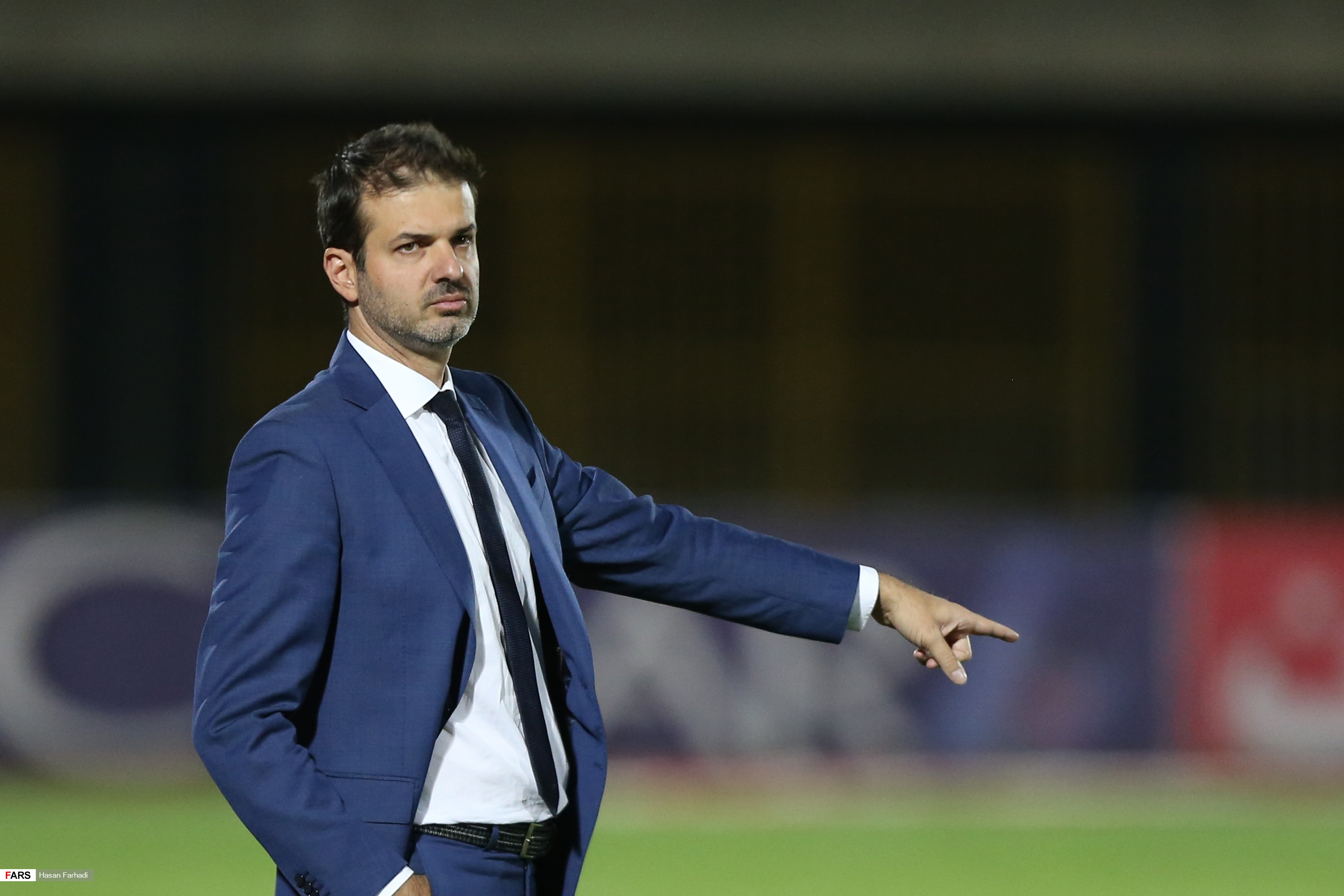
Andrea Stramaccioni

Vedení nehledalo nového trenéra v Česku. Výsledkem hledání byl Ital Andrea Stramaccioni. Po jeho příchodu začaly velké změny v kádru. Odešli Ondřej Mazuch, Mario Holek, Matěj Hybš, Tiémoko Konaté, Aleš Čermák, Marek Štěch, Petr Jiráček, Daniel Holzer a další. Nové posily byly pouze cizinci – Vukadin Vukadinović a Srđan Plavšić (Srbsko), Eldar Ćivić (Bosna a Hercegovina), Lukáš Štetina a Martin Dúbravka (Slovensko), Marc Janko (Rakousko), Tal Ben Chajim (Izrael), Semih Kaya (Turecko), Georges Mandjeck (Kamerun) a Rio Mavuba (Francie). Posily stály celkem 267,3 milionu korun. Sparta nerozjela sezonu dobře. V prvním ostrém zápase (3. předkolo Evropské ligy) prohrála na hřišti CZ Bělehrad 0:2 a poté, co v domácí odvetě prohrála 0:1, z Evropské ligy vypadla. V domácím poháru se Spartě také nedařilo. Už v osmifinále vypadla s Ostravou. V lize se také Spartě nedařilo podle představ. Po podzimní části byla na 5. místě tabulky s 18 bodovou ztrátou na suverénní Plzeň. Během zimní přestávky přišly další posily. Rumuni Nicolae Stanciu z Anderlechtu a Florin Niță z FCSB, Gaboňan Guélor Kanga z Crvene Zvezdy a na hostování přišel Mihajlo Ristić z Krasnodaru. Sparta s novými posilami vstoupila do jarní části dobře, když porazila Liberec 2:0. V dalších utkáních ale přišly remízy se Slováckem (1:1) a s Brnem (1:1). Další den italská média psala o odvolání trenéra Stramaccioniho. Andrea Stramaccioni byl oficiálně odvolán 6. března 2018.

### Sparta po Stramaccionim
Pár hodin po odvolání Stramaccioniho bylo oznámeno, že novým trenérem Sparty se stal Pavel Hapal. V prvním utkání pod Hapalem Sparta remizovala s Karvinou 1:1. Dalším Hapalovým utkáním bylo derby se Slavií, ve kterém po poločase Sparta vedla 3:0, vedení ale neudržela a zápas skončil 3:3. Sezonu Sparta zakončila na 5. místě a dostala se do 2. předkola Evropské ligy. V letní přípravě se Spartě nedařilo, ze sedmi zápasů dokázala vyhrát dva. Začátek ligy Spartě vyšel dobře, porazila nováčka z Opavy 2:0, vstup do Evropské ligy ale nevyšel a Sparta senzačně prohrála se srbským Spartakem Subotica 0:2, což se stalo osudným trenéru Hapalovi, který byl po utkání odvolán. Hlavním trenérem byl dočasně jmenován Zdeněk Ščasný. Pod staronovým koučem Ščasným Sparta uspěla v lize v Jablonci, v zápase, ve kterém Sparta vytvořila nový klubový a ligový rekord – nejmenší počet hráčů české národnosti v základní sestavě – 1. V odvetě 2. předkola dokonce porazila Suboticu, ale pouze 2:1 a to na postup nestačilo. Sparta podruhé v řadě skončila v evropských pohárech na prvním soupeři. Během utkání (když Sparta po penaltě inkasovala) vniklo na hřiště několik fanoušků z „kotle“ a zápas musel být na několik minut přerušen, fanoušky uklidňoval i kapitán Josef Šural. Tito fanoušci byli obviněni z výtržnictví a hledá je policie. Ze strany Sparty jim hrozí zákaz vstupu na stadion a peněžní pokuty. V lize Sparta prohrála až v 10. kole s Plzní. Následovaly další dvě venkovní prohry a Sparta klesla na 5. místo. V pohárovém utkání proti diviznímu Slavoji Polná do hry zasáhl a v závěru skóroval 16letý velký nadějný talent z Ivančic Adam Hložek. Hložek nastoupil i v ligovém utkání s Karvinou a stal se nejmladším hráčem Sparty, který kdy zasáhl do ligového utkání a to v 16 letech. Sparta byla v polovině základní části na 3. místě se ztrátou 5 bodů na druhou Plzeň a 7 bodů na vedoucí Slavii. Následovala další nezvládnutá utkání (remíza s Jabloncem, prohry se Slováckem a s Teplicemi) a ztráta na vedoucí Slavii se zvětšila na propastných 15 bodů.

### Tomáš Rosický sportovním ředitelem

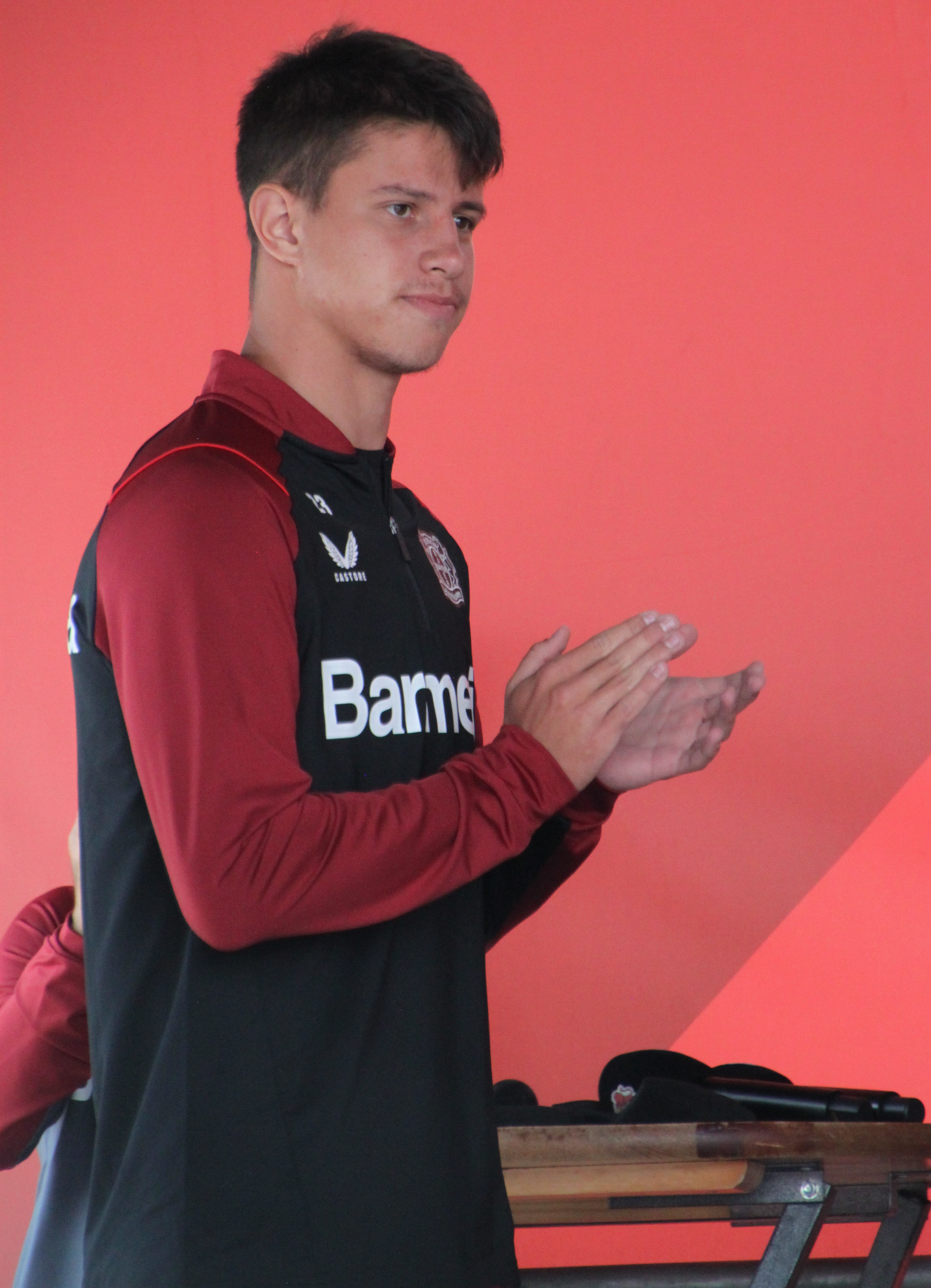
Adam Hložek

Dne 17. prosince 2018 na pozici sportovního ředitele skončil Zdeněk Ščasný, kterému zůstala pozice trenéra. Novým sportovním ředitelem se stal Tomáš Rosický. Během zimní přestávky odešlo z týmu několik hráčů, mj. kapitán Josef Šural a i zástupce kapitána Nicolae Stanciu; kapitánskou pásku tak získal Martin Frýdek. V únoru 2019 se do týmu po dvou letech vrátil reprezentační kapitán Bořek Dočkal. Dne 9. března 2019 se 16letý Adam Hložek postaral o historický zápis, když v 10. minutě utkání proti Plzni vstřelil gól a stal se nejmladším ligovým střelcem i nejmladším střelcem Sparty. V pondělí 29. dubna 2019 se na Letné začala šířit smutná zpráva – při autonehodě v Turecku tragicky zemřel Josef Šural. Za Spartu odehrál 80 zápasů, ve kterých vstřelil 25 gólů. V podzimní části sezony 2018/19 nastupoval jako kapitán. Následující utkání byla věnována právě jemu. Ve 3. kole nadstavby Sparta inkasovala od Plzně čtyři góly (0:4), což je nejtěžší porážka Sparty v samostatné české lize. Následující kolo bylo provázeno protesty fanoušků proti vedení klubu. Sparta zakončila ročník 2018/19 na 3. místě v lize se ztrátou 17 bodů na mistrovskou Slavii; v poháru se dostala do semifinále; v Evropské lize vypadla už ve 2. předkole. Tým před sezonou 2019/20 převzal Václav Jílek. Jílkovo angažmá ale nezačalo dobře, v prvním utkání se Slováckem Sparta prohrála 0:2 a zahajovala tak ročník na posledním místě. Spartě se nezdařilo ani v Evropě, ve třetím předkole neprošla přes Trabzonspor, a potřetí v řadě vypadla hned na prvním soupeři. Do zimní přestávky pak Sparta šla na 4. místě se ztrátou propastných 21 bodů na vedoucí Slavii. První jarní utkání skončilo porážkou s Libercem 0:2 a následovalo propuštění trenéra Jílka.

### Sparta Václava Kotala a Pavla Vrby
Novým trenérem se stal Václav Kotal. První dva ligové duely dopadly velmi špatně, kdy Sparta prohrála v Olomouci 0:1 a v domácím zápase se Zlínem remizovala pouze 2:2, i když hrála 70 minut v 10 hráčích. Zlepšení ale přišlo hned v následně hraném čtvrtfinále Mol Cupu proti Baníku Ostrava, který Sparta porazila 5:0 a derby se Slavií, kde Sparta ubojovala bod za remízu 1:1. Slibně rozjetou formu pozastavila pandemie covidu-19, která na 2 měsíce kompletně pozastavila celý fotbalový svět. Hned po rozehrání ligové soutěže musela Sparta skousnout prohru od Viktorie Plzně poměrem 1:2, ale pak Sparta zapnula, rozehráli se do té doby ne moc výrazní hráči jako Dávid Hancko či Lukáš Štětina a Sparta do konce soutěže prohrála jediný ligový zápas a to znovu s plzeňskou Viktorií shodným výsledkem 2:1. Začátkem července ale Sparta získala vítězství v Mol Cupu, když ve finále porazila Liberec 2:1 a tak Sparta vyhrála ročník poháru 2019/20. čímž získala první trofej od roku 2014. Sparta si tímto vítězstvím zajistila i díky výsledkům ostatních soutěží místo ve skupině Evropské ligy pro sezonu 2020/2021, kterou si zahrála poprvé pod sezony 2016/2017.
Václav Kotal, který byl v průběhu sezóny přiveden jako dočasný trenér, tak se Spartou prodloužil smlouvu na pozici hlavního trenéra. Vstup do ligového ročníku 2020/2021 vyšel naprosto dokonale, kdy Sparta vyhrála prvních 6 utkání. Zápas v Plzni (prohra 3:1) ale vše změnil a Sparta opět upadla do agónie let předchozích, kdy lacině až hanebně prohrávala zápasy a vítězné zápasy se v tomto období nerodila lehce.
V Evropské lize byla Sparta nalosována do skupiny smrti s AC Milán, OSC Lille a Celticem Glasgow. Sparta zde skončila na 3. místě, kdy dvakrát pokořila shodně 4:1 Celtic Glasgow, ale s AC Milán a s Lille neuhrála jediný bod.
Éra Václava Kotala skončila po domácím utkání s Bohemians 1905, kdy Sparta prohrála 0:1. 3. února 2021 tak nahradil Václava Kotala někdejší trenér Viktorie Plzeň a České reprezentace, Pavel Vrba.
Změna trenéra opět na nějakou chvíli pomohla, Sparta do konce sezony prohrála jen dvakrát a umístila se na 2. místě tabulky, ztráta na rivala z Edenu ale byla závratných 12 bodů. Spartě též nevyšla obhajoba vítězství v domácím poháru, kdy v semifinále prohrála se Slavií 0:3. Malou náplastí pro Spartu bylo, že Adam Hložek v posledním utkání proti Zbrojovce Brno nastřílel 4 góly, a stal se nejmladším střelcem hattricku, čímž se v tabulce střelců vyrovnal Janu Kuchtovi ze Slavie a oba si podělili toto prvenství shodným počtem vstřelených gólů (15).
Do další sezony vstupovala s novou identitou, jejíž nejvýraznější změnu přineslo nové logo, které se stalo terčem kritiky, ale během sezony se již mnoho kritických hlasů nevyskytovala. Další velkou změnou byla i spolupráce se společností Adidas, která po 26 nahradila americký Nike.
Sparta šla díky svému postavení v ligové tabulce do 2. předkola Ligy mistrů, kde narazila na Rapid Vídeň. Po úvodní prohře venku 2:1, Sparta odvetu zvládla a po výsledku 2:0 postoupila do 3. předkola. Jednalo se o první postup přes kolo předkolo evropské soutěže od roku 2016, kdy Sparta vyřadila dánské SønderjyskE Fodbold. Díky tomuto Sparta měla jistou skupinu Evropské ligy. Ve 3. předkole Ligy mistrů Sparta narazila na tým AS Monako, které Spartu vyřadilo po výsledcích 0:2 a 1:3, kdy vyhrálo oba zápasy. Sparta byla obviněna z rasismu ze zápasu s Monakem. Sparta si tak druhý rok po sobě zahrála základní skupinu Evropské Ligy, kde narazila na Olympique Lyon, Glasgow Rangers a Brondby. Spartě UEFA nabídla že na stadionu nebudou lidi kteří byly účelem rasismu ze zápasu s Monakem a pokud se to vyprodá přijde na zápas s Rangers 10 000 dětí co se podařilo ale pak Glen Kamara si stěžoval že ho děti rasisticky uráželi což nebylo prokázáno a taky se nestalo.Sparta zde obsadila opět 3. místo, které ji poslalo do nově vzniklé Konferenční ligy, kde ovšem Sparta v prvním kole play off vypadla s bělehradským Partizanem po výsledcích 0:1 a 1:2.
V lize se opět Spartě vydařil začátek, když v prvních 6 zápasech získala 16 bodů za 5 vítězství a 1 remízu. V jubilejním 300. derby pražských „S“ Sparta zlomila 5 let trvající prokletí a zvítězila nad Slavií 1:0 po gólu Lukáše Haraslína. Sparta ale po slibném úvodu začala ztrácet dech, kdy přišly zbytečné ztráty po remízách s horšími týmy. Po podzimu ztrácela Sparta na čelo tabulky pouhé 3 body, ale nedostatečně posílený kádr již nedokázal v souboji o titul konkurovat. Poslední rána byla zasazena v posledním kole základní části, kdy Sparta podlehla Olomouci 0:2 a nadstavbové části se zúčastnila jen již jako účastník bez šance na posun vzhůru. Poslední kapkou pro Pavla Vrbu byl zápas proti „jeho“ Viktorii Plzeň, který zápas bez jakéhokoliv boje darovala výsledkem 0:3 a napomohla ji ke zisku titulu. Pavla Vrbu do konce sezony zastoupil trenér rezervy Sparty Michal Horňák. Pavel Vrba pak přišel do rivalského Baníku Ostrava. Pod jeho vedením Sparta porazila po 3. v sezóně Slavii (v únoru zvítězila Sparta ve čtvrtfinále Mol Cupu 2:0) a pak v lize 1:2 a jako trenér ji vedl do finále českého poháru proti Slovácku. Sparta tento zápas nezvládla, prohrála jej 1:3 a Slovácko získalo svoji první trofej. A k tomu Adam Hložek odehrál na konci sezóny svůj jubilejní 100 zápas za Spartu

### Éra Briana Priskeho

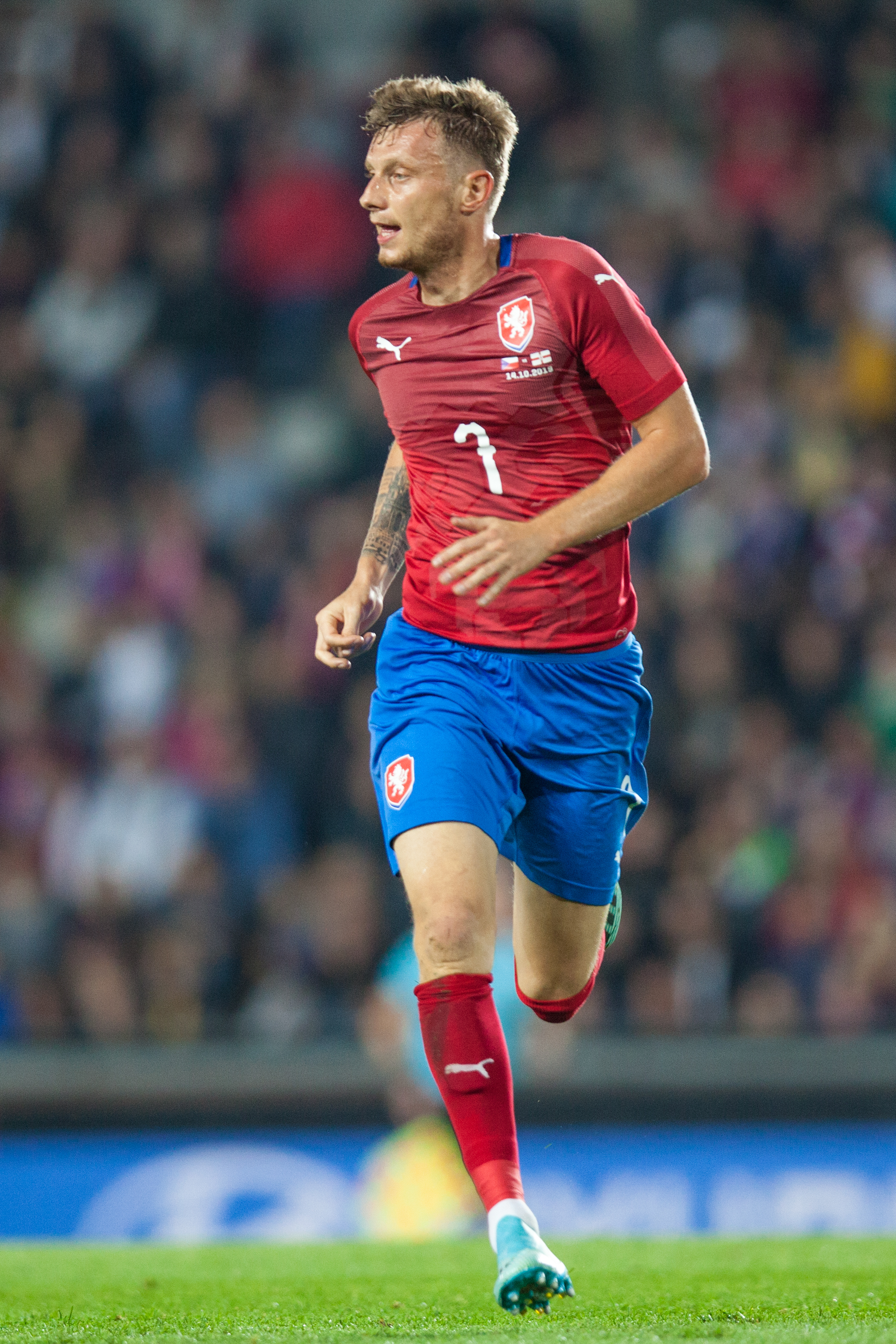
Ladislav Krejčí ml.

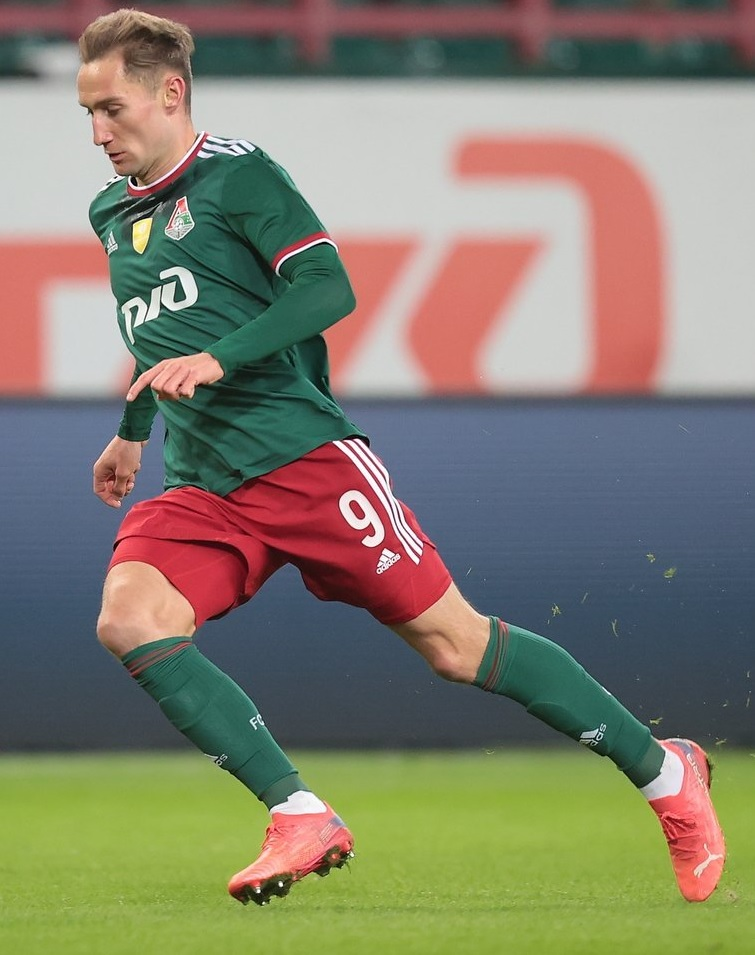
Jan Kuchta

Po konci trenéra Vrby započaly spekulace o budoucím lodivody Sparty. Největším kandidátem podle všech médií i „insiderů“ byl slovenský trenér Adrián Guľa, vedení Sparty ale všechny šokovalo, když 31. května 2022 oznámilo jako hlavního trenéra Briana Priskeho. Pod ním přišlo hodně změn, odešel např. Adam Hložek dále Dávid Hancko nebo Matěj Kovář
Sparta pod jeho vedením předvedla nejhorší vstup do sezóny za posledních několik desítek let. Hned ve 2. předkole Konferenční ligy Sparta vypadla s norským Vikingem po výsledcích 0:0 a 1:2. Start do ligové sezóny také Spartě nevyšel, v úvodním utkání prohrála doma s Libercem 1:2 a navíc Jan Kuchta dostal stop na 5 zápasů po došlápnutí na hlavu libereckého brankáře Vliegena. Sparta sice následující tři zápasy vyhrála, poté ale přišla šňůra pěti remíz a drtivá porážka od Slavie v Edenu 0:4. Po tomto zápase dostala Sparta týden volna navíc kvůli přeloženému zápasu Konferenční ligy mezi Slováckem a Kolínem nad Rýnem. V tomto týdnu Sparta změnila své rozestavení a systém hry, který okamžitě přinesl ovoce, když Sparta vyhrála následující zápas v Plzni 1:0. Sparta se musela vyjádřit k brutálnímu ohrožení života při hlavičce Chorýho s Asgerem Sörensenem. Jednalo se o první vítězství v Plzni od roku 2011. Poté Sparta doma porazila Slovácko 4:0, České Budějovice 1:0 a v osmifinále Mol Cupu vyřadila ostravský Baník výsledkem 3:2.
Během zápasu se Slováckem vyjádřil kotel nesouhlas s vedením celého klubu a až do začátku dubna bojkotoval domácí duely Sparty.
Po podzimu ztrácela Sparta 7 bodů na Plzeň a šance na titul byla malá. Přes zimu přivedla několik posil a i přes první jarní zaváhání v Olomouci, kdy Sparta remizovala 1:1, ovládla celé jaro. Série vítězství a zaváhání soupeřů vynesly Spartu na 1. místo v tabulce, které jí připadlo na konci základní části; dále v derby Sparta remizovala se Slavií 3:3. K tomu Slavia ztratila v posledním kole body za remízu s Hradcem Králové a Sparta v nastavení otočila zápas v Liberci.
Do nadstavbové části vstupovala Sparta s náskokem 2 bodů na Slavii. V prvním zápase nadstavby Sparta vyhrála v Olomouci 1:0, ale pak prohrála finále poháru podruhé za sebou (se Slavií 0:2) Pak si Sparta spravila se Slavií chuť v lize, poté vyhrála klíčové derby proti Slavii 3:2, kdy Ladislav Krejčí v nastavení vstřelil z penalty vítězný gól. Ve 3. zápase nadstavby Sparta ubojovala výhru 2:1 nad Bohemians 1905 a čekaly ji 2 zápasy, ze kterých jim stačil pouhý bod. Ten Sparta získala v dalším zápase na Slovácku po bezbrankové remíze 0:0 a získala svůj 37. titul a první titul po devíti letech.
Sparta sice v přípravce uhrála 1 prohru a 2 remízy, ale začátek ligy 2023/24 se vyšel když Sparta vyhrála doma nad Olomoucí 2:0, ve Zlíně 1:0 a doma s Pardubicemi 5:2, dále měla dobrou naději i na Ligu Mistrů kde byla nasazena do 3. předkola kde Sparta v Kodani remizovala 0:0 během toho v Jablonci vyhrála 5:1, ale pak vypadla doma s Kodaní v součtu 4:2 celkové skóre 3:3, pak ale přišli 2 zápasy bez výhry a to remíza v Teplicích 1:1 a prohra venku s Dinamem Záhřeb 3:1 ale Dinamu následně doma 4:1 a postoupila do základní fáze Evropské ligy, Spartě se nadále dařilo výhra v Liberci 2:0, doma se Slováckem 5:0 a výhra s Aris Limassolem doma 3:2, v derby remizovala venku v Edenu 1:1, poté přišla výhra s Plzní doma 2:1, ale v Evropské lize prohrála venku s Real Betis 2:1. Následně přišly 2 výhry ale remíza doma s Rangers 0:0, po ní první prohra v lize v Boleslavi 3:1, 2 výhry s Bohemians (jedna v lize a jedna v poháru). Po těchto výhrách prohrála Sparta venku s Rangers 2:1 a naděje na postup Sparty z skupiny začaly mizet; poté ale Sparta vyhrála na Baníku 1:0, dále doma se Zlínem 2:0, doma s Real Betis 1:0, v Pardubicích 1:2, doma s Jabloncem 3:0 pak vyhrála venku nad Aris Limassol 1:3. Sparta tak z druhého místa postoupila do úvodního kola Evropské ligy s Galatasaray, a konečný zápas roku 2023 zakončila výhrou doma nad Teplicemi 2:1.
V zimní přípravě pak Sparta Praha vyhrála všechny 4 zápasy, vyhrála venku s Karvinou 3:0 (gól nůžkami Ladislav Krejčí) ale pak přišla venku smolná prohra s Galatasaray 3:2 a po ní výhra v lize a výhra s Galatasaray 4:1. Sparta postoupila do osmifinále Evropské ligy, o den později byl Spartě vylosován Liverpool FC, ve kterém končil v sezóně 2023/24 Jürgen Klopp. Po jedné výhře v lize čekala Spartu dvě derby se Slavií – jedno v lize jedno v poháru. V poháru Sparta vyhrála 3:2 po prodloužení a v lize remizovala 0:0. Po dvou prohrách s Liverpoolem (doma 1:5 a venku 6:1) Sparta skončila v Evropské lize. Dále prohrála v lize venku s Viktorií Plzeň 4:0 po 3 výhrách těsných přišla remíza doma Mladou Boleslaví a k tomu Angelo Preciado dostal 4 zápasy stopku, ta stála Spartě 1. místo kde se ale po týdnu vrátila po nadstavbě měla Sparta 4 body náskok na druhé místo, derby Sparta remizovala 0:0 o titulu pak rozhodl zápas venku s Mladou Boleslavi kde Sparta vyhrála 5:0 a čtyřmi góly se podílel Jan Kuchta a tak Sparta slavila 38. titul a po 23 letech ho obhájila ale neobešlo se to bez policejních manévru to stejné bylo i v finále poháru kde Sparta napotřetí vyhrála venku nad Viktoria Plzeň 2:1 a tak vyhrála 22 pohár a po deseti letech slavila double, ale fanoušci Viktoria Plzeň vběhli na hřiště a musela zasahovat policie.

### Konec Briana Priskeho a příchod Larse Friise

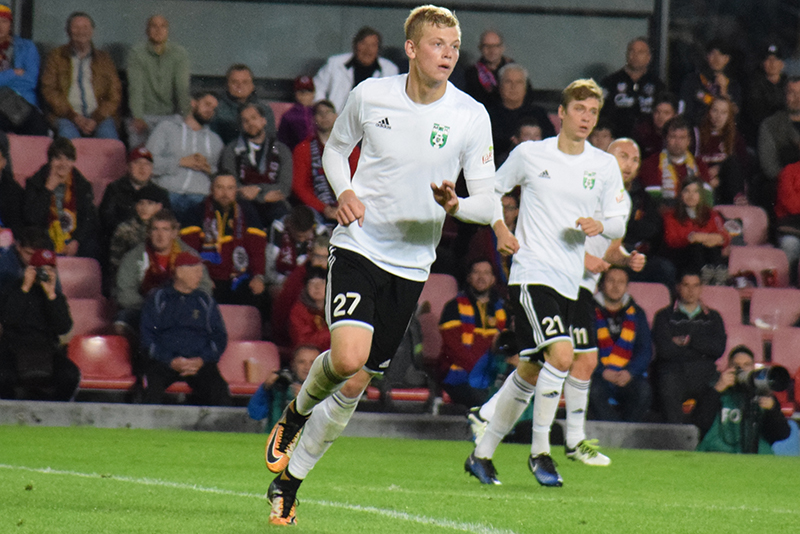
Filip Panák

Po oslavách již druhého titulu v řadě bylo oznámeno, že Brian Priske odchází do Feyenoordu a od června 2024 ho nahradil Lars Friis. O pár dní později oznámila Sparta nového kosovského hráče Ermala Krasniqiho. Dále Ladislav Krejčí mladší oznámil odchod do Girony. Vybíral se nový kapitán kterým se stal Filip Panák. Na začátku přípravy porazila Sparta 3:1 AIK Stockholm a 3:0 Spartak Trnava, ale pak přišel debakl 2:5 s Brondby. Přípravu pak Sparta zakončila remízou proti FC Red Bull Salzburg 2:2. Těsně před začátkem ligy oznámily příchody Mathiase Ross na hostování z Galatasaraye a Imanola Garcíu s Athletic Club Bilbao. Na začátek ligy porazila Sparta 2:1 doma Pardubice. Před odvetou proti Shamrock Rovers, vyhráli Na Stínadlech proti Teplicemi 4:1. Doma pak přehrála nováčka Duklu Praha 2:0. Mezitím venku porazila Bohemians 1:2. V odvetě venku s FCSB postoupila po dramatické průběhu 2:3 když Sparta ztratila 3 gólový náskok.
V předkole Ligy Mistrů UEFA 2024/2025 Sparta porazila Shamrock Rovers FC a FCSB. 28. srpna 2024 Sparta porazila Malmö FF a po 19 letech a celkově podeváté si zahraje Ligu Mistrů UEFA.

### Sparta plánuje stěhování z Letné

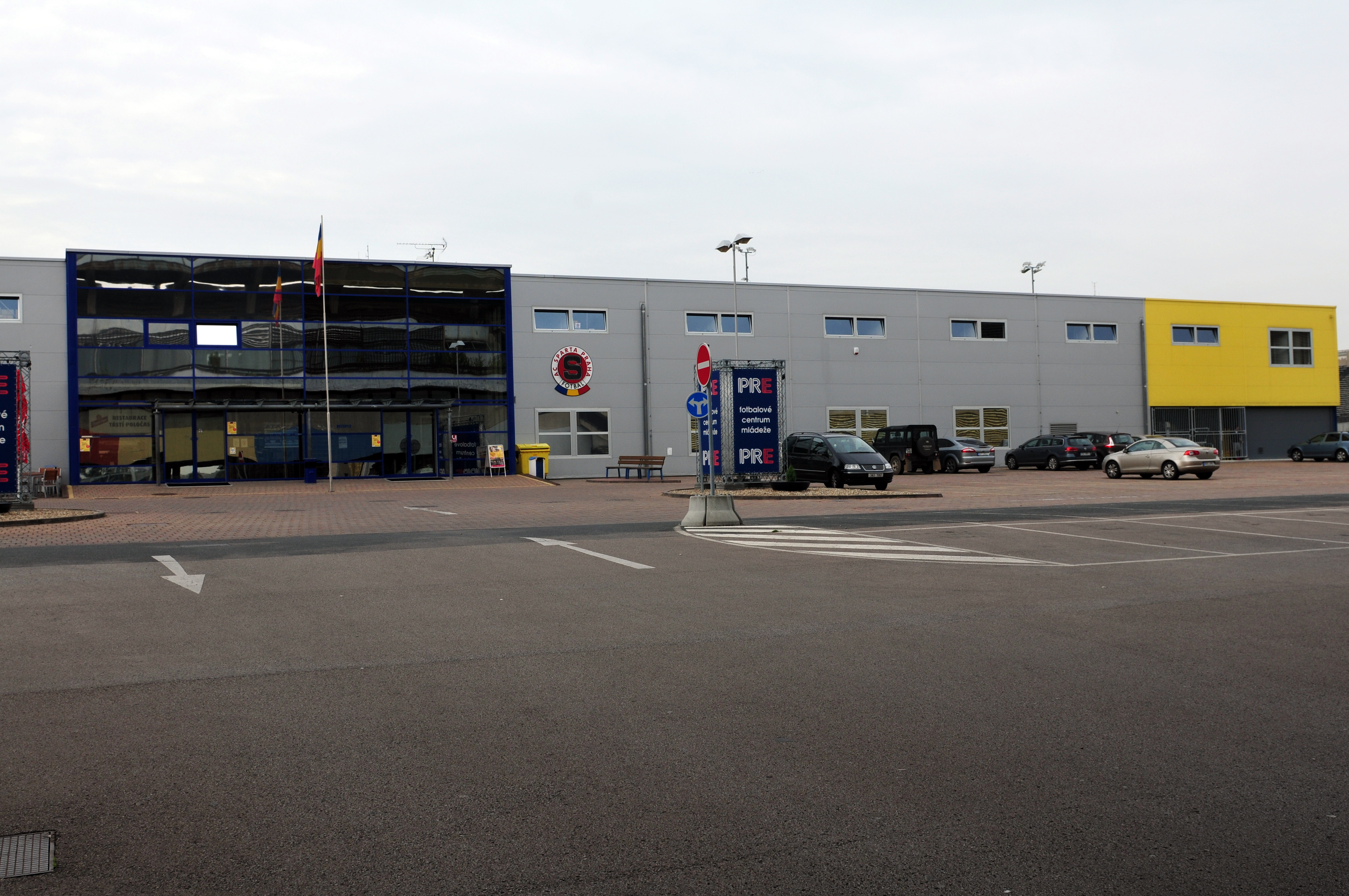
Tréninkové centrum AC Sparty Praha na Strahově

AC Sparta Praha plánuje na vlastní náklady postavit nový stadion na místě dnešního Stadionu Evžena Rošického, který je již v havarijním stavu. Stadion na Letné totiž přestává stačit současným požadavkům.
23. června 2023 valná hromada FAČR schválila stavbu nového stadionu a pověřila výkonný výbor, aby jednal o výstavbě nového stadionu na Strahově.
30. května 2024 valná hromada FAČR schválila vybudování nového stadionu Sparty na Strahově. Stadion bude s kapacitou 35 tisíc diváků největší v republice a budou se zde také pořádat zápasy české reprezentace. Pozemky zůstanou FAČR, stadion bude vlastnit Sparta a bude platit roční nájem. Cena stavby by měla být okolo 4,5 miliardy Kč a dokončena by měla být nejpozději roku 2035.

## Pražské derby
Pražské derby (či Derby pražských „S“) je název pro fotbalové utkání mezi kluby AC Sparta Praha a SK Slavia Praha, které jsou historicky nejúspěšnějšími českými celky a velkými rivaly. Jak v minulosti, tak v současné době je Pražské derby nejatraktivnějším duelem 1. české fotbalové ligy. V historii samostatné české soutěže byl tento zápas až na několik výjimek jedním ze zápasů, které rozhodovaly o vítězi nejvyšší tuzemské ligy. Těchto zápasu bylo sehráno už 314 (stav k 10. květnu 2025). 
Rivalita mezi pražskými „S“ je značná, jelikož Sparta vyrostla z dělnického prostředí a Slavia ze studentského, první tým má tak pověst, že mu fandí především dělníci a zaměstnanci a druhému týmu vysoce postavení úředníci a společenská elita, reálně tomu tak ovšem není.
Název „Pražské derby“ se může vztahovat i k jiným sportům, například k futsalu nebo hokeji, kde oba kluby taktéž působí na vrcholné úrovni. Utkání Sparty a Slavie s dalšími pražskými kluby (nebo i utkání dalších pražských klubů mezi sebou) se většinou označuje jako „malé pražské derby“. 
Od roku 1986 se pořádá silvestrovské derby, jež však nebývá započítáno do statistik nejvyšší soutěže.

## Soupiska
| #  | Pozice | Hráč                  |
| -- | ------ | --------------------- |
| 1  | B      | Peter Vindahl Jensen  |
| 2  | O      | Martin Suchomel       |
| 3  | O      | Pavel Kadeřábek       |
| 5  | Z      | Santiago Eneme        |
| 6  | Z      | Kaan Kairinen         |
| 7  | Ú      | John Mercado          |
| 8  | Z      | Magnus Kofod Andersen |
| 9  | Ú      | Albion Rrahmani       |
| 10 | Ú      | Jan Kuchta            |
| 14 | Z      | Veljko Birmančević    |
| 16 | O      | Emmanuel Uchenna      |
| 17 | O      | Ángelo Preciado       |
| 18 | Z      | Lukáš Sadílek         |
| 19 | O      | Adam Ševínský         |
| 21 | Z      | Dominik Hollý         |

| #  | Pozice | Hráč               |
| -- | ------ | ------------------ |
| 22 | Z      | Lukáš Haraslín -   |
| 25 | O      | Asger Sørensen     |
| 26 | Z      | Patrik Vydra       |
| 27 | O      | Filip Panák        |
| 28 | Ú      | Kevin-Prince Milla |
| 29 | Z      | Ermal Krasniqi     |
| 30 | O      | Jaroslav Zelený    |
| 31 | Z      | Roman Mokrovics    |
| 32 | Z      | Matěj Ryneš        |
| 33 | O      | Elias Cobbaut      |
| 44 | B      | Jakub Surovčík     |
| 61 | B      | Daniel Kerl        |
|    | B      | Vojtěch Vorel      |
|    | Z      | Markus Solbakken   |

### Změny v kádru v letním přestupovém období 2025–2026
| Příchody |                  |                    |     |                            |                           |
| Poz.     | Nár.             | Hráč               | Věk | Odkud přišel               | Typ                       |
| Ú        | Česko            | Jan Kuchta         | 28  | FC Midtjylland             | změna hostování v přestup |
| Z        | Rovníková Guinea | Santiago Eneme     | 24  | FC Slovan Liberec          | přestup                   |
| Z        | Slovensko        | Dominik Hollý      | 21  | FK Jablonec                | přestup                   |
| O        | Česko            | Pavel Kadeřábek    | 33  | TSG 1899 Hoffenheim        | přestup                   |
| O        | Česko            | Petr Hodouš        | 21  | SK Dynamo České Budějovice | návrat z hostování        |
| Z        | Česko            | Adam Karabec       | 21  | Hamburger SV               | návrat z hostování        |
| Z        | Norsko           | Markus Solbakken   | 18  | Pisa SC                    | návrat z hostování        |
| Ú        | Česko            | Václav Sejk        | 22  | FC Famalicão               | návrat z hostování        |
| O        | Česko            | Ondřej Kukučka     | 21  | 1. FC Slovácko             | návrat z hostování        |
| B        | Česko            | Vojtěch Vorel      | 29  | FK Pardubice               | návrat z hostování        |
| Z        | Česko            | Filip Souček       | 24  | MFK Ružomberok             | návrat z hostování        |
| Ú        | Kamerun          | Kevin-Prince Milla | 22  | FK Dukla Praha             | přestup                   |
| Ú        | Ekvádor          | John Mercado       | 23  | AVS FS                     | přestup                   |

| Odchody |            |                          |     |                      |                           |
| Poz.    | Nár.       | Hráč                     | Věk | Kam odešel           | Typ                       |
| O       | Česko      | Martin Vitík             | 22  | Bologna FC 1909      | přestup                   |
| O       | Česko      | Petr Hodouš              | 21  | FC Slovan Liberec    | přestup                   |
| Z       | Česko      | Filip Souček             | 24  | FC Tatran Prešov     | přestup                   |
| O       | Česko      | Ondřej Kukučka           | 21  | Bohemians Praha 1905 | hostování                 |
| O       | Česko      | Tomáš Wiesner            | 27  | Houston Dynamo FC    | konec smlouvy             |
| O       | Dánsko     | Mathias Ross             | 24  | Galatasaray SK       | návrat z hostování        |
| O       | Španělsko  | Imanol García de Albéniz | 25  | FC Andorra           | hostování                 |
| Z       | Česko      | Matěj Polidar            | 25  | FK Jablonec          | změna hostování v přestup |
| Ú       | Česko      | Václav Sejk              | 22  | SC Heerenveen        | hostování                 |
| Z       | Albánie    | Qazim Laçi               | 29  | Çaykur Rizespor      | přestup                   |
| B       | Nizozemsko | Joeri Jesse Heerkens     | 19  | AFC Ajax             | přestup                   |
| Ú       | Nigérie    | Victor Olatunji          | 25  | Real Salt Lake       | přestup                   |
| Ú       | Albánie    | Indrit Tuci              | 24  | Kayserispor          | hostování                 |
| Z       | Česko      | Adam Karabec             | 22  | Olympique Lyon       | hostování                 |

## Příznivci
Pražský fotbalový klub AC Sparta Praha si od svého založení v roce 1893 vybudoval silnou základnu podporovatelů a fanoušků. Fanoušci klubu jsou známí jako sparťané.

## Sparta v popkultuře
Sparta se často stává i tématem pop-kulturních obsahů.
V roce 2024 vznikla píseň Rohony&Manene Letná, která byla hned po vydání hit.
Ve 20. letech napsal skladatel Karel Baling písničku Dneska hraje Káďa, která pojednávala o populárním sparťanském středopolaři Karlu Peškovi zvanému Káďa. Píseň se stala hitem v kabaretu Rokoko Karla Hašlera, zpívalo se v ní „Dneska hraje Káďa, zlatovlasá primadona, dneska hraje Káďa, každý tají dech. Ten když kopne do meruny, rozehraje srdce struny. Dneska hraje Káďa, chlouba celých Čech.“
Roku 1936 vznikla filmová komedie Naše jedenáctka, kterou režíroval Václav Binovec. Červenoknihovní zápletka je implantována do fotbalového prostředí, šéf klubu AC Sparta se snaží přetáhnout do Prahy nadějného útočníka SK Plzeň (v podání Antonína Novotného) a snaží se k tomu využít i svou půvabnou dceru (Nataša Gollová). Ve filmu byly použity autentické záběry z finálového utkání Středoevropského poháru Sparta – Ferencváros z roku 1935 a i v hraných scénách vystupují tehdejší reální fotbalisté AC Sparta: Bohumil Klenovec, Jaroslav Burgr, Ferdinand Faczinek, Erich Srbek či Jaroslav Bouček. Ferenc Futurista hraje ve snímku fanatického sparťanského fanouška, kancelářského sluhu Krátkého. Ve filmu Muži v offsidu si podobně zavilého fanouška letenských zase zahrál Jaroslav Vojta.
Roku 1938 vznikl film Klapzubova jedenáctka XI. na motivy stejnojmenné předlohy Eduarda Basse. Klapzubovo mužstvo (navzdory předloze) na začátku filmu dostává dresy různých českých týmů – ten sparťanský prý měl patřit Václavu Pilátovi.
Ve snímku Cesta do hlubin študákovy duše dojde k bitce mezi studenty Peterkou (R. A. Strejka) a Kulíkem (Ladislav Pešek), protože Peterka fandí „proletářskému klubu“ Spartě, zatímco Kulík Slavii (Slavia vyrostla ze studentského prostředí, Sparta z dělnického).
Proslulým filmovým fanouškem Sparty se stal také táta Homolka v komediích Jaroslava Papouška Ecce homo Homolka a Hogo fogo Homolka v podání Josefa Šebánka z konce 60. let, na jehož portrét lze v hledišti narazit prakticky na každém domácím zápasu Sparty. V prvním filmu táta Homolka nadšeně líčí svůj zážitek ze zápasu Sparty a zmiňuje některé hráče tehdejší doby – Andreje Kvašňáka, Václava Vránu či tehdy populárního Josefa Jurkanina. Některé výroky přitom zlidověly („Sparta má takovej útok teďka, že by rozkopala Real Madrid“.) Ve druhém snímku táta Homolka bojuje o to, aby mohl jet „se Spartou do Teplic“, musí však místo toho jet za údajně umírajícím tchánem. Papoušek využil fanouškovství jako symbolu maloměšťáctví.
Andrej Kvašňák byl populární postavou ještě dlouho po konci své hráčské kariéry, čehož dokladem je, že se objevil roku 1998 ve filmu Oskara Reifa Postel, jakožto symbol mužství.
Stadión na Letné se stal dějištěm závěrečné přestřelky v krimi snímku Past na kachnu z roku 1978. V 80. letech se zde natáčel i jeden díl populárního televizního cyklu Dva z jednoho města – v hledišti bylo tehdy 20 000 diváků. Spíše epizodní roli pak měl stadion i v pilotním díle seriálu Cirkus Bukowsky.
Problematickými jevy spojenými s fotbalovým fanouškovstvím se zabývaly snímky Proč (inspirován skutečnými výtržnostmi sparťanských fanoušků z roku 1985), Horem pádem (2004, režie Jan Hřebejk) či Non plus ultras (2004, režie Jakub Sluka).
Roku 2009 televize Prima natočila komediální seriál Přešlapy, kde tři hlavní mužští hrdinové (v podání Filipa Blažka, Davida Novotného a Davida Matáska) jsou rovněž fanoušky Sparty, David Novotný (v osobním životě velký fanoušek Sparty a čestný člen fanouškovského občanského sdružení „DVANÁCTÝM HRÁČEM JSME MY!“) v seriálu komentuje i dění ve fotbalovém klubu, zmiňuje například útočníka Václava Kadlece. Novotný hrál fanouška Sparty i v seriálech Okresní přebor a Čtvrtá hvězda. Ve filmové podobě Okresního přeboru, snímku Okresní přebor: Poslední zápas Pepika Hnátka je jako fanatický fanoušek Sparty představen i trenér Pepik Hnátek v podání Miroslava Krobota. Ten ve filmu odmítne transplantaci srdce, když se ukáže, že dárce orgánu byl fanoušek Slavie.
V roce 2023 natočila FTV Prima komediální seriál Malá velká liga. Hlavním hrdinou seriálu je trenér právě Sparty Jan Růžička (hraný Markem Němcem), který se na začátku dostane po nepovedeném zápase do potyčky s vcházející hvězdou a nejdražší posilou týmu, útočníkem Paškou (hraný Markem Lamborou). Za to je Růžička vyhozen z klubu, dostane zákaz trénovat. Dále pod vlivem alkoholu zničí osobní majetek a následně klade odpor při zatýkání, za což je odsouzen k několika měsícům veřejně prospěšných prací (trénování netalentovaných dětí ze sídlištní základní školy). Seriál následně sleduje jeho snažení o získání zpět svojí práce a manželku, která ho před začátkem seriálu opustila kvůli jeho agresivní povaze.

## Klubová rivalita

### SK Slavia Praha
Bezpochyby největší sok Sparty je pražská Slavia. Tato rivalita je stará jako kluby samotné, a to doslova, protože se do dnešního dne ani jeden z fanouškovských táborů nemůže shodnout na tom, který z klubů je vlastně starší. Pražské derby, jak se střet obou klubů nazývá, je vždy nejatraktivnějším a nejvyhecovanějším zápasem sezóny, pro který je typický velký počet faulů a žlutých karet. V dřívějších dobách byly s derby spojovány i fyzické potyčky fanoušků obou klubů, ty se ale v posledních letech omezily „jen“ na slovní urážky na ochozech stadionů a na sociálních sítích.
Samostatnou kapitolou jsou přestupy hráčů, kteří „přešli z jednoho břehu Vltavy na druhý“. Ty s sebou nesou velkou nevoli a agresi fanoušků (často z obou táborů). Mezi takové přestupy patří například: Josef Hušbauer, Nicolae Stanciu, Srđan Plavšić, Jan Kuchta, či Jaroslav Zelený. Velmi kontroverzní byl přestup Plavšiće, protože přestoupil „napřímo“ ze Sparty do Slavie, samotný přestup navíc na soc. sítích odmítal a hájil svou věrnost Spartě, k reputaci mu ani nepřispělo hostování u dalšího rivala Sparty - Baníku Ostrava.

### Další rivalové
FC Baník Ostrava je druhý největší rival Sparty. To pramení z historického soupeření Čech a Slezska. Zápasy mezi oběma kluby jsou každoročně velmi vyhrocené, ale ne tak jako u výši zmiňované Slavie a ani přestupy nebudí nijak velkou kontroverzi.
Rivalita s Bohemians nepramení především z jejího pražského původu (i když určitě svou váhu má), ale hlavně z události ze sezóny 1974/1975, kdy Sparta sestoupila z první ligy v důsledku výsledku zápasu FK Třinec – Bohemians. Tehdy měla Sparta nejhorší sezónu ve své historii a před posledním kolem bylo jasné, že o tom zda sestoupí Sparta nebo Třinec rozhodne skóre. Sparta doma sice vyhrála nad Teplicemi 4:0, ale „Bohemka“, v ten moment druhý tým v tabulce, ostudně prohrála 0:5 s domácím Třincem a poslala tak rozdílem skóre Spartu poprvé v její historii do 2. ligy. Do dnešního dne tak panují hypotézy o „prodání“ zápasu, aby Sparta sestoupila.
Dnes již malá rivalita panuje i s nejúspěšnějším slovenským klubem, Slovanem Bratislava. Historie této rivality je jednoduše v rivalitě Česka a Slovenska, když ještě byly oba národy v spojeny v jeden stát. Ovšem od rozdělení, a tedy i značném úbytku vzájemných zápasů, napětí mezi příznivci obou klubů výrazně opadlo.

## Cena kabiny
Po každé sezoně hráči A–týmu Sparty hlasují o nejlepším spoluhráči. Cena se předává od sezony 2014/15.
| Sezona  | Vítěz                  | Počet hlasů |        |
| ------- | ---------------------- | ----------- | ------ |
| 2014/15 | David Lafata           | 9           |        |
| 2015/16 | David Bičík            | 10          |        |
| 2016/17 | Vjačeslav Karavajev    | 15          |        |
| 2017/18 | Lukáš Štetina          | 12          |        |
| 2018/19 | Adam Hložek            | 13          |        |
| 2019/20 | Dávid Hancko           | 8           | [ 60 ] |
| 2020/21 | Ladislav Krejčí        | 14          | [ 61 ] |
| 2021/22 | Bořek Dočkal           | 12          | [ 62 ] |
| 2022/23 | Ladislav Krejčí (1999) | 21          | [ 63 ] |
| 2023/24 | Veljko Birmančević     | 13          | [ 64 ] |
| 2024/25 | Jaroslav Zelený        | 12          | [ 65 ] |

## Nejvíce titulů v rudém dresu

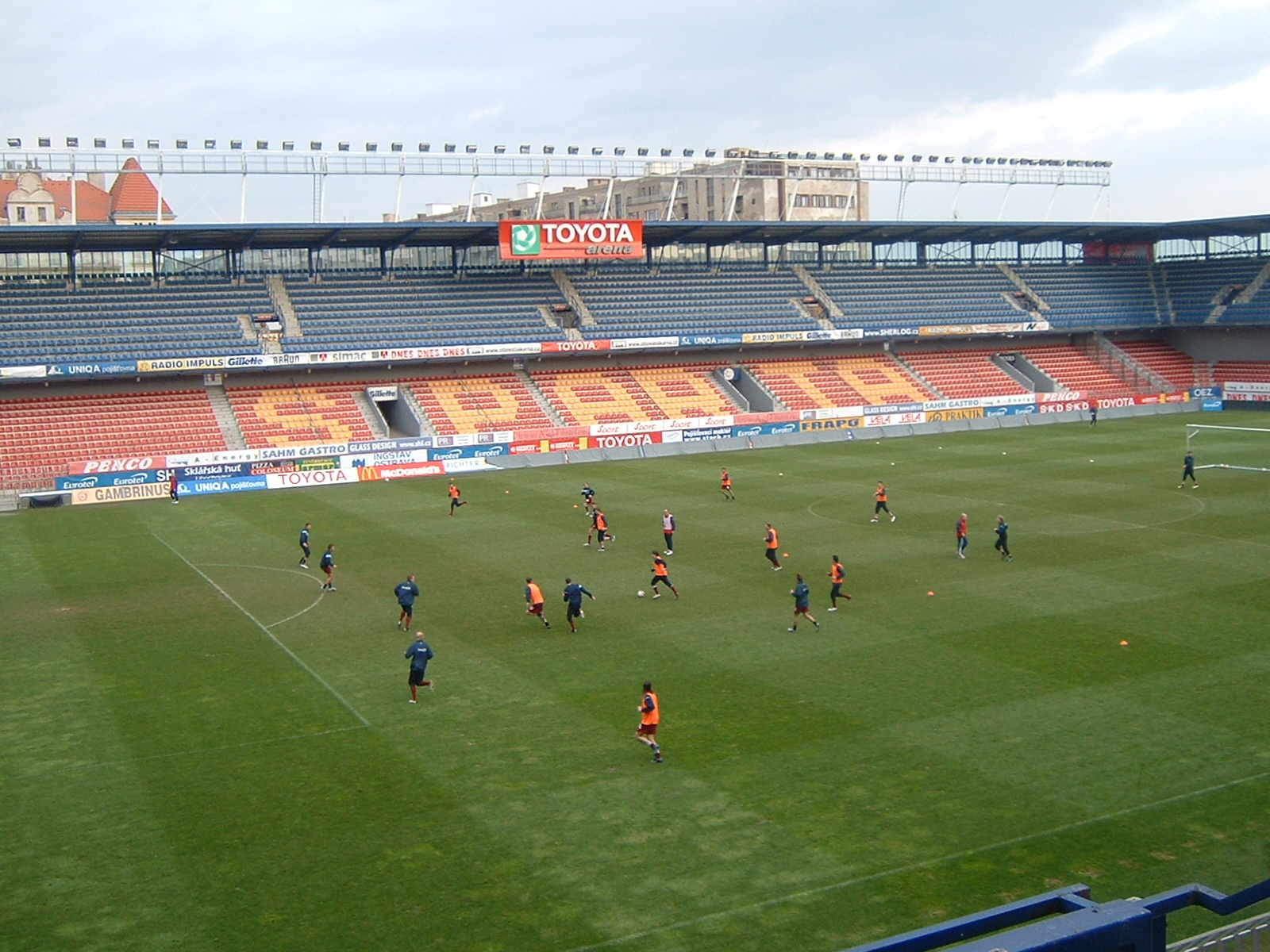
Stadion na Letné

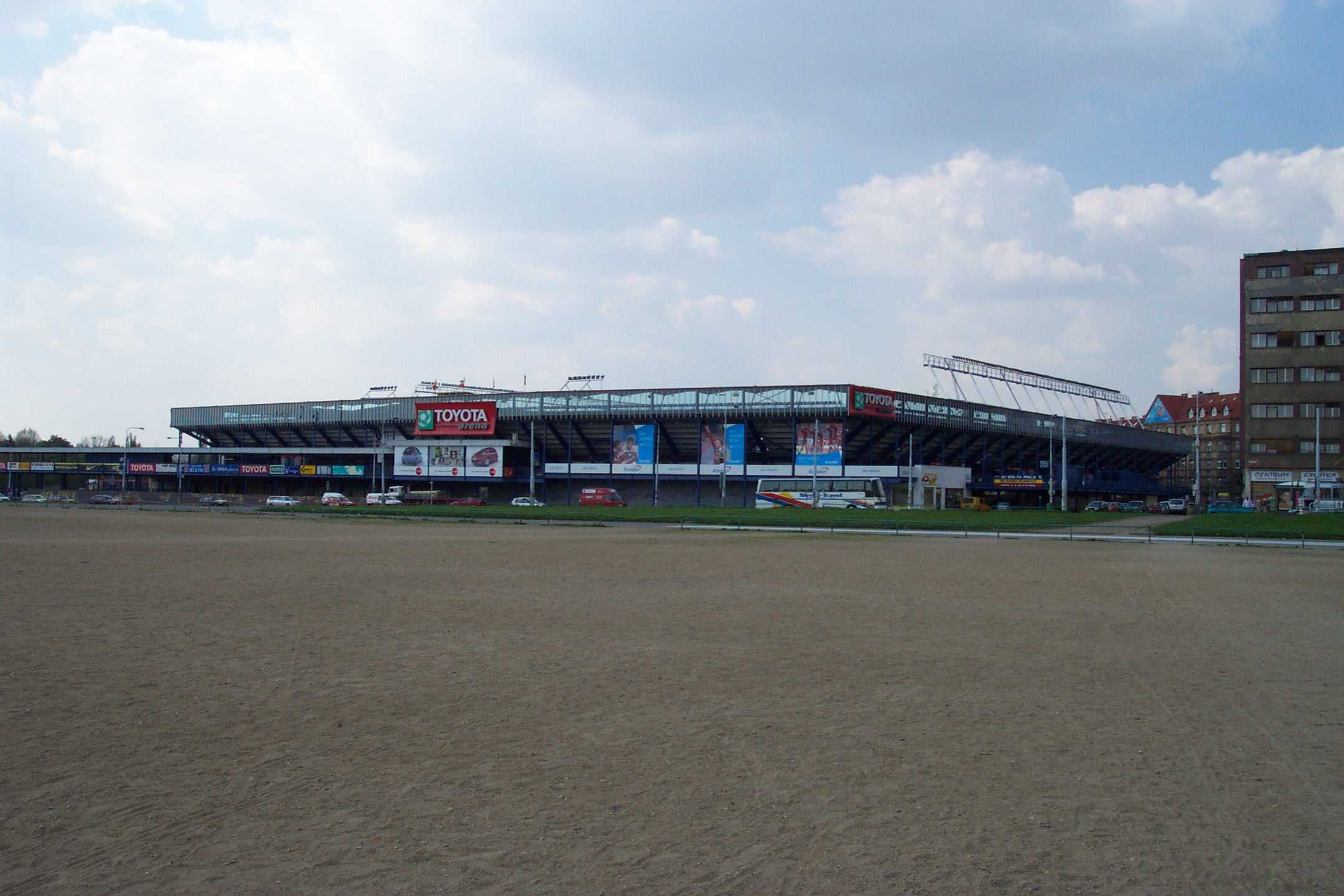
Stadion na Letné

| Počet titulů | Hráč               | Mistrovské sezóny                                      |
| ------------ | ------------------ | ------------------------------------------------------ |
| 14           | Jiří Novotný       | 87, 88, 89, 90, 91, 93, 94, 95, 97, 98, 99, 00, 01, 03 |
| 11           | Horst Siegl        | 88, 89, 91, 93, 94, 95, 97, 98, 99, 00, 01             |
| 10           | Michal Horňák      | 89, 91, 93, 94, 95, 97, 98, 99, 00, 01                 |
| 9            | Michal Bílek       | 84, 87, 88, 89, 90, 91, 93, 97, 98                     |
| 8            | Ivan Hašek         | 84, 85, 87, 88, 89, 90, 97, 98                         |
| 8            | Jozef Chovanec     | 84, 85, 87, 88, 89, 93, 94, 95                         |
| 8            | Zdeněk Svoboda     | 93, 94, 95, 97, 98, 99, 00, 01                         |
| 7            | Karel Senecký      | 38, 39, 44, 46, 48, 52, 54                             |
| 7            | Jan Stejskal       | 84, 85, 87, 88, 89, 90, 91                             |
| 7            | Július Bielik      | 84, 85, 87, 88, 89, 90, 91                             |
| 7            | Vítězslav Lavička  | 84, 85, 87, 88, 89, 90, 91                             |
| 6            | Karel Pešek        | 12, 19, 22, 26, 27, 32                                 |
| 6            | Petr Vrabec        | 87, 88, 89, 90, 91, 93                                 |
| 6            | Václav Němeček     | 97, 88, 89, 90, 91, 98                                 |
| 6            | Tomáš Votava       | 93, 94, 95, 97, 98, 99                                 |
| 6            | Jaromír Blažek     | 00, 01, 03, 05, 07, 10                                 |
| 6            | Tomáš Poštulka     | 97, 98, 99, 00, 01, 07                                 |
| 6            | Josef Obajdin      | 97, 98, 99, 00, 01, 03                                 |
| 5            | Antonín Perner     | 19, 22, 26, 27, 32                                     |
| 5            | Jaroslav Burgr     | 32, 36, 38, 39, 44                                     |
| 5            | Josef Košťálek     | 32, 36, 38, 39, 44                                     |
| 5            | Karel Kolský       | 38, 39, 44, 46, 48                                     |
| 5            | Jan Říha           | 38, 39, 44, 46, 48                                     |
| 5            | Ladislav Koubek    | 44, 46, 48, 52, 54                                     |
| 5            | Petar Novák        | 85, 87, 88, 89, 90                                     |
| 5            | Stanislav Griga    | 84, 85, 88, 89, 90                                     |
| 5            | Tomáš Skuhravý     | 84, 87, 88, 89, 90                                     |
| 5            | Daniel Drahokoupil | 84, 85, 87, 88, 89                                     |
| 5            | Ivan Čabala        | 87, 88, 89, 90, 91                                     |
| 5            | Martin Frýdek      | 91, 93, 94, 95, 97                                     |
| 5            | Lumír Mistr        | 93, 94, 95, 97, 98                                     |
| 5            | Vratislav Lokvenc  | 95, 97, 98, 99, 00                                     |
| 5            | Martin Hašek       | 98, 99, 00, 01, 05                                     |
| 5            | Miroslav Baranek   | 98, 99, 00, 03, 05                                     |
| 5            | Tomáš Jun          | 00, 01, 03, 05, 07                                     |
| 4            | František Kolenatý | 19, 22, 26, 27                                         |
| 4            | Bohumil Klenovec   | 32, 36, 38, 39                                         |
| 4            | Josef Čtyřoký      | 32, 36, 38, 39                                         |
| 4            | Oldřich Nejedlý    | 32, 36, 38, 39                                         |
| 4            | Jaroslav Bouček    | 32, 36, 38, 39                                         |
| 4            | František Straka   | 84, 85, 87, 88                                         |
| 4            | Josef Jarolím      | 84, 85, 87, 88                                         |
| 4            | Petr Kouba         | 91, 93, 94, 95                                         |
| 4            | Vlastimil Svoboda  | 97, 98, 99, 00                                         |
| 4            | Petr Gabriel       | 97, 98, 99, 00                                         |
| 4            | Tomáš Řepka        | 97, 98, 07, 10                                         |
| 4            | Jiří Jarošík       | 97, 00, 01, 03                                         |
| 4            | Libor Sionko       | 00, 01, 03, 10                                         |
| 4            | Vladimír Labant    | 00, 01, 03, 05                                         |

## Další známí hráči
- Václav Pilát
- Raymond Braine
- Tomáš Řepka
- Václav Mašek
- Tomáš Vaclík
- Josef Vojta
- Václav Vrána
- Andrej Kvašňák
- Jiří Němec
- Pavel Nedvěd
- Tomáš Rosický
- Petr Čech
- Karel Poborský
- Karel Pešek
- Jan Koller
- Jan Berger
- Zdeněk Grygera
- Tomáš Hübschman
- Wilfried Bony
- Tomáš Ujfaluši
- David Lafata
- Horst Siegl
- Pavel Kadeřábek
- Ladislav Krejčí
- Guelor Kanga
- Adam Hložek
- Vlasta Burian

## Významní trenéři
Zde jsou uvedeni trenéři Sparty od r. 1993, kteří vyhráli ligový titul nebo dosáhli většího úspěchu v evropských pohárech.
Kompletní seznam trenérů najdete na stránce Seznam trenérů fotbalové Sparty Praha
| Jméno             | Roky působení             | Úspěchy                                                                                          |
| ----------------- | ------------------------- | ------------------------------------------------------------------------------------------------ |
| Karol Dobiaš      | 1993–94                   | 1× mistr ligy (1993/94)                                                                          |
| Jozef Jarabinský  | 1995–96, 2002             | 1× mistr ligy (1994/95), 1× vítěz poháru (1995/96)                                               |
| Jozef Chovanec    | 1994, 1996–98, 2008–11    | 2× mistr ligy (1996/97, 2009/10), 1× vítěz poháru (2007/08), 1× vítěz Superpoháru (2010)         |
| Zdeněk Ščasný     | 1998–99, 2015–16, 2018–19 | 2× mistr ligy (1997/98, 1998/99), čtvrtfinále Evropské ligy 2015/16                              |
| Ivan Hašek        | 1999–2001                 | 2× mistr ligy (1999/00, 2000/01), osmifinále Ligy mistrů 1999/00                                 |
| Jaroslav Hřebík   | 2001–02, 2004–05          | 1× mistr ligy (2004/05), osmifinále Ligy mistrů 2001/02                                          |
| Jiří Kotrba       | 2002–04                   | 1× mistr ligy (2002/03), osmifinále Ligy mistrů 2003/04                                          |
| Michal Bílek      | 2006–08                   | 1× mistr ligy (2006/07), 1× vítěz poháru (2006/07)                                               |
| Vítězslav Lavička | 2002, 2008, 2012–15       | 1× mistr ligy (2013/14), 1× vítěz poháru (2013/14), 1× vítěz Superpoháru (2014)                  |
| Brian Priske      | 2022–2024                 | 2 × mistr ligy (2022/23, 2023/24), 1× vítěz poháru (2023/24), osmifinále Evropské ligy (2023/24) |

## Úspěchy

### Úspěchy mužů
| Kontinentální medaile (2) |
| - Středoevropský pohár (Mitropa Cup) (elitní meziválečná soutěž; 2× vítěz); pozn.: V letech 1927–1940 se jednalo o významnou evropskou fotbalovou soutěž, která byla založena prioritně pro nejsilnější kontinentální země dvacátých a třicátých let (Rakousko, Itálie, Maďarsko a Československo). Tehdejší prestiž soutěže v těchto letech se může srovnávat s PMEZ a nebo Ligou mistrů UEFA v dnešní době. Celosvětově uznávanější název soutěže Mitropa Cup pak pochází z německého akronymu pro slovo Mitteleuropa (v českém překladu jako Střední Evropa). Po válce začal její význam velmi rychle upadat a pozdější založení vlastních soutěží Unie evropských fotbalových asociací úpadek pouze prohloubil. Od roku 1980 se poté soutěže zúčastňovaly také druholigové kluby a po pádu Jugoslávie byla soutěž definitivně zrušena. - – AC Sparta: 1927, 1935 - – AC Sparta: 1930, 1936 |
| Domácí medaile (70) |
| - Mistrovství ČSF (3× vítěz) - – AC Sparta: 1912, 1919, 1922 - Československá nejvyšší fotbalová soutěž (20× vítěz) - – AC Sparta: 1925/26, 1927, 1931/32, 1935/36, 1937/38, 1938/39, 1945/46, 1947/48; Sparta ČKD Praha: 1952; TJ Spartak Praha Sokolovo: 1954, 1964/65; TJ Sparta ČKD Praha: 1966/67, 1983/84, 1984/85, 1986/87, 1987/88, 1988/89, 1989/90; TJ Sparta Praha: 1990/91; AC Sparta Praha: 1992/93 - – AC Sparta: 1925, 1929/30, 1930/31, 1932/33, 1933/34, 1934/35, 1936/37, 1946/47; Sokol Bratrství Sparta: 1949, 1950; Sparta ČKD Praha: 1951; TJ Spartak Praha Sokolovo: 1953, 1957/58; TJ Sparta ČKD Praha: 1965/66, 1985/86; AC Sparta Praha: 1991/92 - – AC Sparta: 1927/28, 1928/29; TJ Spartak Praha Sokolovo: 1955, 1956; TJ Sparta ČKD Praha: 1968/69, 1969/70, 1982/83 - Protektorátní nejvyšší fotbalová soutěž (1× vítěz) - – AC Sparta: 1943/44 - – AC Sparta: 1939/40, 1942/43 - Česká nejvyšší fotbalová soutěž (14× vítěz) - – AC Sparta Praha: 1993/94, 1994/95, 1996/97, 1997/98, 1998/99, 1999/00, 2000/01, 2002/03, 2004/05, 2006/07, 2009/10, 2013/14, 2022/23, 2023/24 - – AC Sparta Praha: 2001/02, 2003/04, 2007/08, 2008/09, 2010/11, 2011/12, 2012/13, 2014/15, 2015/16, 2020/21 - – AC Sparta Praha: 2016/17, 2018/19, 2021/22 - Československý fotbalový pohár (8× vítěz) - – TJ Spartak Praha Sokolovo: 1964; TJ Sparta ČKD Praha: 1972, 1976, 1980, 1984, 1988, 1989; AC Sparta Praha: 1992 - Český fotbalový pohár (22× vítěz) - – AC Sparta: 1942/43, 1943/44, 1945/46; TJ Sparta ČKD Praha: 1971/72, 1974/75, 1975/76, 1979/80, 1983/84, 1985/86, 1986/87, 1987/88, 1988/89; AC Sparta Praha: 1991/92, 1992/93, 1995/96, 2003/04, 2005/06, 2006/07, 2007/08, 2013/14, 2019/20, 2023/2024 - Český Superpohár (2× vítěz) - – AC Sparta Praha: 2010, 2014 |
| Menší úspěchy |
| - Středoevropský pohár (Mitropa Cup) (poválečná soutěž; 1× vítěz); viz poznámka u kontinentálních medailí - – TJ Spartak Praha Sokolovo: 1964 - Interpohár (3× vítěz) - – TJ Sparta ČKD Praha: 1980 (sk. 4), 1985 (sk. 5), 1989 (sk. 8) - Mistrovství ČSF (1× vítěz) - – AC Sparta: 1909 - Mistrovství Středočeské župy (3× vítěz) - – AC Sparta: 1920, 1921, 1923 - Pohár dobročinnosti (2× vítěz) - – AC Sparta: 1909, 1915 - Středočeský pohár (10× vítěz) - – AC Sparta: 1918, 1919, 1920, 1923, 1924, 1925, 1931, 1934, 1936, 1948 - Velikonoční turnaj v Praze (2× vítěz) - – AC Sparta: 1932; TJ Spartak Praha Sokolovo: 1961 - Tournoi de Paris (1× vítěz) - – TJ Sparta ČKD Praha: 1965 - Zimní turnaj Tatry Smíchov (4× vítěz) - – TJ Sparta ČKD Praha: 1973/74, 1974/75, 1977/78, 1988 - Perleťový pohár (3× vítěz) - – TJ Sparta ČKD Praha: 1976, 1983; AC Sparta Praha: 2003 |

### Úspěchy žen
| Domácí medaile |
| - Československá nejvyšší fotbalová soutěž žen (3× vítěz) - – TJ Sparta ČKD Praha: 1989, 1990; TJ Sparta Praha: 1991 - Česká nejvyšší fotbalová soutěž žen (ČSR (1969–90), ČR (1990–92) a ČR (od 1993); 32× vítěz) - – TJ Sparta ČKD Praha: 1975/76, 1976/77, 1977/78, 1979/80, 1980/81, 1981/82, 1983/84, 1984/85, 1985/86, 1988/89, 1989/90; TJ Sparta Praha: 1990/91; AC Sparta Praha: 1993/94, 1994/95, 1995/96, 1996/97, 1997/98, 1998/99, 1999/00, 2000/01, 2001/02, 2004/05, 2005/06, 2006/07, 2007/08, 2008/09, 2009/10, 2010/11, 2011/12, 2012/13, 2017/18, 2018/19 - – AC Sparta Praha 2002/03, 2003/04, 2013/14, 2014/15, 2015/16, 2016/17, 2019/20 - Český fotbalový pohár žen (10× vítěz) - – AC Sparta Praha: 2007/08, 2008/09, 2009/10, 2010/11, 2011/12, 2012/13, 2014/15, 2016/17, 2017/18, 2018/19 - – AC Sparta Praha: 2013/14, 2015/16 |
| Menší úspěchy |
| - Tournoi de Menton (1× vítěz) - – TJ Sparta ČKD Praha: 1984 - Turbine Hallencup (1× vítěz) - – AC Sparta Praha: 2019 |

### Úspěchy mládeže
| Domácí medaile |
| - Juniorská liga (česká nejvyšší fotbalová soutěž do 21 let; 1× vítěz) - – AC Sparta Praha: 2015/16 - – AC Sparta Praha: 2016/17 - – AC Sparta Praha: 2018/19 - Dorostenecká liga ČR (od 1993) (česká nejvyšší fotbalová soutěž do 19 let; 8× vítěz) - – AC Sparta Praha: 1996/97, 1998/99, 2004/05, 2005/06, 2008/09, 2009/10, 2015/16, 2016/17 - – AC Sparta Praha: 2006/07, 2011/12, 2014/15, 2017/18, 2018/19 - – AC Sparta Praha: 2007/08, 2010/11 |

## Umístění v jednotlivých sezonách
Stručný přehled
Zdroj:
- 1925: Asociační liga
- 1925–1926: Středočeská 1. liga
- 1927: Kvalifikační soutěž Středočeské 1. ligy
- 1927–1929: Středočeská 1. liga
- 1929–1934: 1. asociační liga
- 1934–1944: Státní liga
- 1939–1944: Národní liga
- 1945–1946: Státní liga – sk. A
- 1946–1948: Státní liga
- 1949–1950: Celostátní československé mistrovství
- 1951–1952: Mistrovství československé republiky
- 1953–1955: Přebor československé republiky
- 1956–1975: 1. liga
- 1975–1976: 2. liga
- 1976–1993: 1. liga (ČSR)
- 1993– : 1. liga (ČR)

Jednotlivé ročníky
Zdroj:
Legenda: Z – zápasy, V – výhry, R – remízy, P – porážky, VG – vstřelené góly, OG – obdržené góly, +/− – rozdíl skóre, B – body, červené podbarvení – sestup, zelené podbarvení – postup, fialové podbarvení – reorganizace, změna skupiny či soutěže
| Československo (1925 – 1938)             |                                       |                           |                           |                           |                           |                           |                           |                           |                           |                           |                           |
| Sezóna                                   | Liga                                  | Úroveň                    | Z                         | V                         | R                         | P                         | VG                        | OG                        | +/−                       | B                         | Pozice                    |
| 1925                                     | Asociační liga                        | 1                         | 9                         | 7                         | 1                         | 1                         | 28                        | 8                         | +20                       | 15                        | 2.                        |
| 1925/26                                  | Středočeská 1. liga                   | 1                         | 22                        | 18                        | 3                         | 1                         | 97                        | 24                        | +73                       | 39                        | 1.                        |
| 1927                                     | Kvalifikační soutěž                   | 1                         | 7                         | 6                         | 1                         | 0                         | 33                        | 6                         | +27                       | 13                        | 1.                        |
| 1927/28                                  | Středočeská 1. liga                   | 1                         | 12                        | 6                         | 2                         | 4                         | 36                        | 18                        | +18                       | 14                        | 3.                        |
| 1928/29                                  | Středočeská 1. liga                   | 1                         | 12                        | 5                         | 3                         | 4                         | 32                        | 21                        | +11                       | 13                        | 3.                        |
| 1929/30                                  | 1. asociační liga                     | 1                         | 14                        | 9                         | 0                         | 5                         | 46                        | 25                        | +21                       | 18                        | 2.                        |
| 1930/31                                  | 1. asociační liga                     | 1                         | 14                        | 10                        | 1                         | 3                         | 59                        | 22                        | +37                       | 21                        | 2.                        |
| 1931/32                                  | 1. asociační liga                     | 1                         | 16                        | 12                        | 3                         | 1                         | 54                        | 21                        | +33                       | 27                        | 1.                        |
| 1932/33                                  | 1. asociační liga                     | 1                         | 18                        | 10                        | 4                         | 4                         | 53                        | 31                        | +22                       | 24                        | 2.                        |
| 1933/34                                  | 1. asociační liga                     | 1                         | 18                        | 10                        | 5                         | 3                         | 59                        | 32                        | +27                       | 25                        | 2.                        |
| 1934/35                                  | Státní liga                           | 1                         | 22                        | 17                        | 1                         | 4                         | 74                        | 26                        | +48                       | 35                        | 2.                        |
| 1935/36                                  | Státní liga                           | 1                         | 26                        | 19                        | 3                         | 4                         | 100                       | 27                        | +73                       | 41                        | 1.                        |
| 1936/37                                  | Státní liga                           | 1                         | 22                        | 14                        | 3                         | 5                         | 74                        | 29                        | +45                       | 31                        | 2.                        |
| 1937/38                                  | Státní liga                           | 1                         | 22                        | 17                        | 2                         | 3                         | 66                        | 34                        | +32                       | 36                        | 1.                        |
| 1938/39                                  | Státní liga                           | 1                         | 20                        | 15                        | 2                         | 3                         | 85                        | 30                        | +55                       | 32                        | 1.                        |
| Protektorát Čechy a Morava (1939 – 1944) |                                       |                           |                           |                           |                           |                           |                           |                           |                           |                           |                           |
| Sezóna                                   | Liga                                  | Úroveň                    | Z                         | V                         | R                         | P                         | VG                        | OG                        | +/−                       | B                         | Pozice                    |
| 1939/40                                  | Národní liga                          | 1                         | 22                        | 15                        | 5                         | 2                         | 71                        | 34                        | +37                       | 35                        | 2.                        |
| 1940/41                                  | Národní liga                          | 1                         | 22                        | 11                        | 2                         | 9                         | 53                        | 40                        | +13                       | 24                        | 4.                        |
| 1941/42                                  | Národní liga                          | 1                         | 22                        | 9                         | 2                         | 11                        | 42                        | 50                        | –8                        | 20                        | 7.                        |
| 1942/43                                  | Národní liga                          | 1                         | 22                        | 13                        | 3                         | 6                         | 78                        | 47                        | +31                       | 29                        | 2.                        |
| 1943/44                                  | Národní liga                          | 1                         | 26                        | 22                        | 4                         | 0                         | 112                       | 27                        | +85                       | 48                        | 1.                        |
| 1944/45                                  | Fotbalová liga se nehrála             | Fotbalová liga se nehrála | Fotbalová liga se nehrála | Fotbalová liga se nehrála | Fotbalová liga se nehrála | Fotbalová liga se nehrála | Fotbalová liga se nehrála | Fotbalová liga se nehrála | Fotbalová liga se nehrála | Fotbalová liga se nehrála | Fotbalová liga se nehrála |
| Československo (1945 – 1993)             |                                       |                           |                           |                           |                           |                           |                           |                           |                           |                           |                           |
| Sezóna                                   | Liga                                  | Úroveň                    | Z                         | V                         | R                         | P                         | VG                        | OG                        | +/−                       | B                         | Pozice                    |
| 1945/46                                  | Státní liga – sk. A                   | 1                         | 18                        | 16                        | 0                         | 2                         | 80                        | 34                        | +46                       | 32                        | 1.                        |
| 1946/47                                  | Státní liga                           | 1                         | 26                        | 19                        | 2                         | 5                         | 110                       | 54                        | +56                       | 40                        | 2.                        |
| 1947/48                                  | Státní liga                           | 1                         | 20                        | 12                        | 3                         | 5                         | 62                        | 35                        | +27                       | 27                        | 1.                        |
| 1949                                     | Celostátní československé mistrovství | 1                         | 26                        | 16                        | 5                         | 5                         | 89                        | 42                        | +47                       | 37                        | 2.                        |
| 1950                                     | Celostátní československé mistrovství | 1                         | 26                        | 13                        | 9                         | 4                         | 64                        | 37                        | +27                       | 35                        | 2.                        |
| 1951                                     | Mistrovství československé republiky  | 1                         | 26                        | 13                        | 7                         | 6                         | 63                        | 42                        | +21                       | 33                        | 2.                        |
| 1952                                     | Mistrovství československé republiky  | 1                         | 26                        | 18                        | 5                         | 3                         | 63                        | 22                        | +41                       | 41                        | 1.                        |
| 1953                                     | Přebor československé republiky       | 1                         | 13                        | 9                         | 1                         | 3                         | 26                        | 18                        | +8                        | 19                        | 2.                        |
| 1954                                     | Přebor československé republiky       | 1                         | 22                        | 13                        | 4                         | 5                         | 45                        | 21                        | +24                       | 30                        | 1.                        |
| 1955                                     | Přebor československé republiky       | 1                         | 22                        | 10                        | 7                         | 5                         | 50                        | 29                        | +21                       | 27                        | 3.                        |
| 1956                                     | 1. liga                               | 1                         | 22                        | 11                        | 4                         | 7                         | 50                        | 33                        | +17                       | 26                        | 3.                        |
| 1957/58                                  | 1. liga                               | 1                         | 33                        | 17                        | 6                         | 10                        | 63                        | 43                        | +20                       | 40                        | 2.                        |
| 1958/59                                  | 1. liga                               | 1                         | 26                        | 8                         | 7                         | 11                        | 37                        | 47                        | +10                       | 23                        | 10.                       |
| 1959/60                                  | 1. liga                               | 1                         | 26                        | 9                         | 5                         | 12                        | 31                        | 40                        | –9                        | 23                        | 12.                       |
| 1960/61                                  | 1. liga                               | 1                         | 26                        | 13                        | 3                         | 10                        | 44                        | 43                        | +1                        | 29                        | 5.                        |
| 1961/62                                  | 1. liga                               | 1                         | 26                        | 9                         | 7                         | 10                        | 44                        | 44                        | 0                         | 25                        | 11.                       |
| 1962/63                                  | 1. liga                               | 1                         | 26                        | 7                         | 10                        | 9                         | 33                        | 32                        | +1                        | 24                        | 9.                        |
| 1963/64                                  | 1. liga                               | 1                         | 26                        | 13                        | 3                         | 10                        | 45                        | 37                        | +8                        | 29                        | 6.                        |
| 1964/65                                  | 1. liga                               | 1                         | 26                        | 18                        | 6                         | 2                         | 59                        | 22                        | +37                       | 40                        | 1.                        |
| 1965/66                                  | 1. liga                               | 1                         | 26                        | 13                        | 7                         | 6                         | 47                        | 30                        | +17                       | 33                        | 2.                        |
| 1966/67                                  | 1. liga                               | 1                         | 26                        | 18                        | 3                         | 5                         | 53                        | 21                        | +32                       | 39                        | 1.                        |
| 1967/68                                  | 1. liga                               | 1                         | 26                        | 12                        | 4                         | 10                        | 38                        | 33                        | +5                        | 28                        | 7.                        |
| 1968/69                                  | 1. liga                               | 1                         | 26                        | 12                        | 5                         | 9                         | 36                        | 27                        | +9                        | 29                        | 3.                        |
| 1969/70                                  | 1. liga                               | 1                         | 30                        | 15                        | 8                         | 7                         | 40                        | 25                        | +15                       | 38                        | 3.                        |
| 1970/71                                  | 1. liga                               | 1                         | 30                        | 14                        | 7                         | 9                         | 38                        | 32                        | +6                        | 35                        | 4.                        |
| 1971/72                                  | 1. liga                               | 1                         | 30                        | 13                        | 5                         | 12                        | 50                        | 52                        | –2                        | 31                        | 6.                        |
| 1972/73                                  | 1. liga                               | 1                         | 30                        | 10                        | 8                         | 12                        | 39                        | 45                        | –6                        | 28                        | 11.                       |
| 1973/74                                  | 1. liga                               | 1                         | 30                        | 11                        | 7                         | 12                        | 37                        | 39                        | –2                        | 29                        | 8.                        |
| 1974/75                                  | 1. liga                               | 1                         | 30                        | 11                        | 5                         | 14                        | 44                        | 54                        | –10                       | 27                        | 15.                       |
| 1975/76                                  | 2. liga                               | 2                         | 30                        | 15                        | 7                         | 8                         | 52                        | 28                        | +24                       | 37                        | 2.                        |
| 1976/77                                  | 1. liga                               | 1                         | 30                        | 11                        | 6                         | 13                        | 40                        | 44                        | –4                        | 28                        | 13.                       |
| 1977/78                                  | 1. liga                               | 1                         | 30                        | 9                         | 7                         | 14                        | 29                        | 49                        | –20                       | 25                        | 14.                       |
| 1978/79                                  | 1. liga                               | 1                         | 30                        | 12                        | 7                         | 11                        | 43                        | 37                        | +6                        | 31                        | 5.                        |
| 1979/80                                  | 1. liga                               | 1                         | 30                        | 10                        | 10                        | 10                        | 39                        | 42                        | –3                        | 30                        | 10.                       |
| 1980/81                                  | 1. liga                               | 1                         | 30                        | 15                        | 6                         | 9                         | 40                        | 26                        | +14                       | 36                        | 4.                        |
| 1981/82                                  | 1. liga                               | 1                         | 30                        | 11                        | 9                         | 10                        | 40                        | 35                        | +5                        | 31                        | 6.                        |
| 1982/83                                  | 1. liga                               | 1                         | 30                        | 14                        | 8                         | 8                         | 50                        | 35                        | +15                       | 36                        | 3.                        |
| 1983/84                                  | 1. liga                               | 1                         | 30                        | 20                        | 6                         | 4                         | 58                        | 24                        | +34                       | 46                        | 1.                        |
| 1984/85                                  | 1. liga                               | 1                         | 30                        | 19                        | 5                         | 6                         | 64                        | 24                        | +40                       | 43                        | 1.                        |
| 1985/86                                  | 1. liga                               | 1                         | 30                        | 15                        | 7                         | 8                         | 75                        | 30                        | +45                       | 37                        | 2.                        |
| 1986/87                                  | 1. liga                               | 1                         | 30                        | 18                        | 6                         | 6                         | 63                        | 17                        | +46                       | 42                        | 1.                        |
| 1987/88                                  | 1. liga                               | 1                         | 30                        | 22                        | 5                         | 3                         | 82                        | 22                        | +60                       | 49                        | 1.                        |
| 1988/89                                  | 1. liga                               | 1                         | 30                        | 19                        | 7                         | 4                         | 73                        | 26                        | +47                       | 45                        | 1.                        |
| 1989/90                                  | 1. liga                               | 1                         | 30                        | 21                        | 4                         | 5                         | 77                        | 27                        | +50                       | 46                        | 1.                        |
| 1990/91                                  | 1. liga                               | 1                         | 30                        | 15                        | 9                         | 6                         | 58                        | 28                        | +30                       | 39                        | 1.                        |
| 1991/92                                  | 1. liga                               | 1                         | 30                        | 22                        | 4                         | 4                         | 68                        | 20                        | +48                       | 48                        | 2.                        |
| 1992/93                                  | 1. liga                               | 1                         | 30                        | 23                        | 2                         | 5                         | 66                        | 24                        | +42                       | 48                        | 1.                        |
| Česko (1993 – )                          |                                       |                           |                           |                           |                           |                           |                           |                           |                           |                           |                           |
| Sezóna                                   | Liga                                  | Úroveň                    | Z                         | V                         | R                         | P                         | VG                        | OG                        | +/−                       | B                         | Pozice                    |
| 1993/94                                  | 1. liga                               | 1                         | 30                        | 18                        | 9                         | 3                         | 62                        | 21                        | +41                       | 45                        | 1.                        |
| 1994/95                                  | 1. liga                               | 1                         | 30                        | 22                        | 4                         | 4                         | 64                        | 17                        | +47                       | 70                        | 1.                        |
| 1995/96                                  | 1. liga                               | 1                         | 30                        | 14                        | 7                         | 9                         | 56                        | 35                        | +21                       | 49                        | 4.                        |
| 1996/97                                  | 1. liga                               | 1                         | 30                        | 19                        | 8                         | 3                         | 61                        | 20                        | +41                       | 65                        | 1.                        |
| 1997/98                                  | Gambrinus liga                        | 1                         | 30                        | 22                        | 5                         | 3                         | 53                        | 19                        | +34                       | 71                        | 1.                        |
| 1998/99                                  | Gambrinus liga                        | 1                         | 30                        | 17                        | 9                         | 4                         | 62                        | 23                        | +39                       | 60                        | 1.                        |
| 1999/00                                  | Gambrinus liga                        | 1                         | 30                        | 24                        | 4                         | 2                         | 81                        | 23                        | +58                       | 76                        | 1.                        |
| 2000/01                                  | Gambrinus liga                        | 1                         | 30                        | 21                        | 5                         | 4                         | 71                        | 31                        | +40                       | 68                        | 1.                        |
| 2001/02                                  | Gambrinus liga                        | 1                         | 30                        | 20                        | 3                         | 7                         | 55                        | 19                        | +36                       | 63                        | 2.                        |
| 2002/03                                  | Gambrinus liga                        | 1                         | 30                        | 20                        | 5                         | 5                         | 51                        | 17                        | +34                       | 65                        | 1.                        |
| 2003/04                                  | Gambrinus liga                        | 1                         | 30                        | 16                        | 10                        | 4                         | 48                        | 24                        | +24                       | 58                        | 2.                        |
| 2004/05                                  | Gambrinus liga                        | 1                         | 30                        | 20                        | 4                         | 6                         | 53                        | 28                        | +25                       | 64                        | 1.                        |
| 2005/06                                  | Gambrinus liga                        | 1                         | 30                        | 13                        | 6                         | 11                        | 43                        | 39                        | +4                        | 45                        | 5.                        |
| 2006/07                                  | Gambrinus liga                        | 1                         | 30                        | 18                        | 8                         | 4                         | 44                        | 20                        | +24                       | 62                        | 1.                        |
| 2007/08                                  | Gambrinus liga                        | 1                         | 30                        | 17                        | 6                         | 7                         | 53                        | 26                        | +27                       | 57                        | 2.                        |
| 2008/09                                  | Gambrinus liga                        | 1                         | 30                        | 16                        | 8                         | 6                         | 48                        | 25                        | +23                       | 56                        | 2.                        |
| 2009/10                                  | Gambrinus liga                        | 1                         | 30                        | 16                        | 14                        | 0                         | 42                        | 14                        | +28                       | 62                        | 1.                        |
| 2010/11                                  | Gambrinus liga                        | 1                         | 30                        | 22                        | 2                         | 6                         | 54                        | 21                        | +33                       | 68                        | 2.                        |
| 2011/12                                  | Gambrinus liga                        | 1                         | 30                        | 20                        | 4                         | 6                         | 51                        | 25                        | +26                       | 64                        | 2.                        |
| 2012/13                                  | Gambrinus liga                        | 1                         | 30                        | 19                        | 6                         | 5                         | 55                        | 23                        | +27                       | 63                        | 2.                        |
| 2013/14                                  | Gambrinus liga                        | 1                         | 30                        | 25                        | 4                         | 1                         | 78                        | 19                        | +59                       | 79                        | 1.                        |
| 2014/15                                  | Synot liga                            | 1                         | 30                        | 21                        | 4                         | 5                         | 57                        | 20                        | +37                       | 67                        | 2.                        |
| 2015/16                                  | Synot liga                            | 1                         | 30                        | 20                        | 4                         | 6                         | 61                        | 24                        | +37                       | 64                        | 2.                        |
| 2016/17                                  | ePojisteni.cz liga                    | 1                         | 30                        | 16                        | 9                         | 5                         | 47                        | 26                        | +21                       | 57                        | 3.                        |
| 2017/18                                  | HET liga                              | 1                         | 30                        | 14                        | 11                        | 5                         | 43                        | 25                        | +18                       | 53                        | 5.                        |
| 2018/19                                  | Fortuna liga                          | 1                         | 35                        | 20                        | 6                         | 9                         | 59                        | 33                        | +26                       | 66                        | 3.                        |
| 2019/20                                  | Fortuna liga                          | 1                         | 35                        | 17                        | 9                         | 9                         | 66                        | 40                        | +26                       | 60                        | 3.                        |
| 2020/21                                  | Fortuna:Liga                          | 1                         | 34                        | 23                        | 5                         | 6                         | 82                        | 43                        | +39                       | 74                        | 2.                        |
| 2021/22                                  | Fortuna:Liga                          | 1                         | 35                        | 22                        | 7                         | 6                         | 72                        | 40                        | +32                       | 73                        | 3.                        |
| 2022/23                                  | Fortuna:Liga                          | 1                         | 35                        | 23                        | 9                         | 3                         | 76                        | 33                        | +43                       | 78                        | 1.                        |
| 2023/24                                  | Fortuna:Liga                          | 1                         | 35                        | 27                        | 6                         | 2                         | 82                        | 30                        | +52                       | 87                        | 1.                        |
| 2024/25                                  | Chance Liga                           | 1                         | 35                        | 19                        | 6                         | 10                        | 61                        | 44                        | +17                       | 63                        | 4.                        |

Poznámky:
- 1945/46: Sparta (vítěz sk. A) ve finále ligového ročníku vyhrála celkově 9:2 (1.z – 4:2, 2.z – 5:0) nad pražskou Slavií (vítěz sk. B).

## Evropské poháry

### Liga mistrů UEFA(dříve Pohár mistrů evropských zemí)
Zdroj:
Pozn.: V závorce u daného ročníkového maxima je uveden přemožitel daného klubu, není-li v závorce uvedeno jinak.
- 1965/66 – čtvrtfinále (FK Partizan)
- 1967/68 – čtvrtfinále (Real Madrid)
- 1984/85 – čtvrtfinále (Juventus FC)
- 1985/86 – 1. kolo (FC Barcelona)
- 1987/88 – 2. kolo (RSC Anderlecht)
- 1988/89 – 1. kolo (Steaua București)
- 1989/90 – 2. kolo (CSKA Sofia)
- 1990/91 – 1. kolo (Spartak Moskva)
- 1991/92 – 2. místo v semifinálové skupině B (sdílené 3.–4. místo v PMEZ)
- 1993/94 – 2. kolo (RSC Anderlecht)
- 1994/95 – předkolo (IFK Göteborg)
- 1997/98 – základní skupina A (3. místo: Borussia Dortmund, Parma, Galatasaray SK)
- 1998/99 – předkolo (Dynamo Kyjev)
- 1999/00 – základní skupina G (vítěz: Bordeaux, Willem II, Spartak Moskva), osmifinálová skupina A (3. místo: Barcelona, Porto, Hertha BSC)
- 2000/01 – základní skupina B (4. místo: Arsenal FC, SS Lazio, FK Šachtar Doněck)
- 2001/02 – základní skupina H (2. místo: Bayern Mnichov, Feyenoord, Spartak Moskva), osmifinálová skupina C (3. místo: Real Madrid, Panathinaikos, Porto)
- 2002/03 – 3. předkolo (Racing Genk)
- 2003/04 – základní skupina G (2. místo: Chelsea, SS Lazio, Beşiktaş JK), osmifinále (AC Milán)
- 2004/05 – základní skupina D (4. místo: Manchester United, Olympique Lyon, Fenerbahçe SK)
- 2005/06 – základní skupina B (4. místo: Arsenal FC, Ajax, Thun)
- 2007/08 – 3. předkolo (Arsenal FC)
- 2008/09 – 3. předkolo (Panathinaikos)
- 2009/10 – 3. předkolo (Panathinaikos)
- 2010/11 – 4. předkolo (MŠK Žilina)
- 2014/15 – 3. předkolo (Malmö FF)
- 2015/16 – 3. předkolo (PFK CSKA Moskva)
- 2016/17 – 3. předkolo (Steaua Bukurešť)
- 2021/22 – 3. předkolo (AS Monaco FC)
- 2023/24 -- 3. předkolo (FC Kodaň)

### Evropská liga UEFA(dříve Pohár UEFA)
Zdroj:
Pozn.: V závorce u daného ročníkového maxima je uveden přemožitel daného klubu, není-li v závorce uvedeno jinak.
- 1981/82 – 1. kolo (Neuchâtel Xamax)
- 1983/84 – čtvrtfinále (HNK Hajduk Split)
- 1986/87 – 1. kolo (Vitória SC)
- 1995/96 – 3. kolo (AC Milán)
- 1998/99 – 1. kolo (Real Sociedad)
- 2002/03 – 2. kolo (Denizlispor)
- 2006/07 – základní skupina F (4. místo)
- 2007/08 – základní skupina E (4. místo)
- 2008/09 – 1. kolo (GNK Dinamo Zagreb)
- 2009/10 – základní skupina K (3. místo)
- 2010/11 – základní skupina F (2. místo), 2. kolo (Liverpool FC)
- 2011/12 – 4. předkolo (FC Vaslui)
- 2012/13 – základní skupina I (2. místo), 2. kolo (Chelsea FC)
- 2013/14 – 2. předkolo (BK Häcken)
- 2014/15 – základní skupina I (3. místo)
- 2015/16 – základní skupina K (2. místo), čtvrtfinále (Villarreal CF)
- 2016/17 – základní skupina K (1. místo), 1. kolo (FK Rostov)
- 2017/18 – 3. předkolo (FK Crvena zvezda)
- 2018/19 – 2. předkolo (FK Spartak Subotica)
- 2019/20 – 3. předkolo (Trabzonspor)
- 2020/21 – základní skupina H (3. místo)
- 2021/22 – základní skupina A (3. místo)
- 2023/24 -- základní skupina C (2. místo)

### Evropská konferenční liga UEFA
- 2021/22 – předkolo osmifinále (FK Partizan)

- 2022/23 – 2. předkolo (Viking Stavanger)

### Středoevropský pohár
Zdroj:
Pozn.: V závorce u daného ročníkového maxima je uveden přemožitel daného klubu, není-li v závorce uvedeno jinak.
- 1927 – finále, vítěz (poražený finalista SK Rapid Wien)
- 1929 – čtvrtfinále (Újpest FC)
- 1930 – finále (SK Rapid Wien)
- 1931 – semifinále (Wiener AC)
- 1932 – čtvrtfinále (AGC Bologna)
- 1933 – semifinále (AS Ambrosiana Inter)
- 1934 – čtvrtfinále (SK Admira Wien)
- 1935 – finále, vítěz (poražený finalista Ferencvárosi TC)
- 1936 – finále (FK Austria Wien)
- 1937 – osmifinále (SK Admira Wien)
- 1938 – osmifinále (Genova 1893 FBC)
- 1939 – čtvrtfinále (Ferencvárosi TC)

### Veletržní pohár
Zdroj:
Pozn.: V závorce u daného ročníkového maxima je uveden přemožitel daného klubu, není-li v závorce uvedeno jinak.
- 1966/67 – 1. kolo (FC Bologna)
- 1969/70 – 1. kolo (Inter Milán)
- 1970/71 – 3. kolo (Leeds United AFC)

### Pohár vítězů pohárů
Zdroj:
Pozn.: V závorce u daného ročníkového maxima je uveden přemožitel daného klubu, není-li v závorce uvedeno jinak.
- 1964/65 – 2. kolo (West Ham United FC)
- 1972/73 – semifinále (AC Milán)
- 1976/77 – 1. kolo (MTK Budapešť)
- 1980/81 – 2. kolo (PFK Slavia Sofia)
- 1992/93 – čtvrtfinále (Parma FC)
- 1996/97 – 2. kolo (ACF Fiorentina)

## Nejlepší střelci v evropských pohárech
| Pořadí | Počet gólů | Střelec           | Komu dal gól |
| ------ | ---------- | ----------------- | --- |
| 1.     | 23         | David Lafata      | 5 FC Levadia Tallinn, 3 Malmö FF, 3 ŠK Slovan Bratislava, 2 BSC Young Boys, 2 BK Häcken, 2 FC Schalke 04, 2 APOEL FC, Chelsea FC, Asteras Tripolis, SönderjyskE Fodbold, Hapoel Beerševa |
| 2.     | 14         | Ivan Mráz         | 5 Anorthosis Famagusta, 3 FC Lausanne-Sport, 2 Górnik Zabrze, 2 Skeid Oslo, West Ham United FC, RSC Anderlecht                                                                           |
| 3.     | 13         | Václav Mašek      | 5 RSC Anderlecht, 5 Anorthosis Famagusta, West Ham United FC, Bologna FC, Partizan Bělehrad                                                                                              |
| 3.     | 13         | Horst Siegl       | 4 Glentoran Belfast, 2 AIK Stockholm, Olympique de Marseille, FC Barcelona, SV Werder Bremen, Fiorentina, Dortmund, Galatasaray SK, Hertha BSC                                           |
| 5.     | 11         | Vratislav Lokvenc | 3 Spartak Moskva, FC Porto, Galatasaray SK, Fiorentina, Real San Sebastian, Salzburg, Sturm Graz, Silkeborg IF, Glentoran Belfast                                                        |
| 5.     | 11         | Wilfried Bony     | 4 FC Lausanne-Sport, 3 NK Maribor, 2 Liepājas, Kluž, US Palermo |
| 5.     | 11         | Ladislav Krejčí   | 2 PFK CSKA Moskva, 2 ŠK Slovan Bratislava, 2 PEC Zwolle, Olympique Lyon, Hapoel Ironi Kirjat Šmona, SS Lazio, Villareal CF, Celtic Glasgow                                               |
| 8.     | 10         | Jiří Jarošík      | 2 FK Šachtar Doněck, 2 Genk, Tilburg, 2 Feyenoord, FC Porto, Široki Brijeg, Denizlispor                                                                                                  |
| 9.     | 9          | Léonard Kweuke    | 4 FK Sarajevo, 3 Admira Mödling, Hapoel Ironi Kirjat Šmona, FC Lausanne-Sport |
| 9.     | 9          | Václav Kadlec     | 3 Feyenoord, 2 Inter Milano, Liepajas Metalurgs, PFK CSKA Moskva, US Palermo, Hapoel Ironi Kirjat Šmona                                                                                  |
| 11.    | 8          | Stanislav Griga   | 2 Neuchâtel Xamax, FC Barcelona, Real Madrid, Widzew Lodž, Watford, Lyngby BK, Fram Reykjavík                                                                                            |
| 11.    | 8          | Lukáš Juliš       | 5 Celtic Glasqow, APOEL FC, FK Krasnodar, SS Lazio |
| 13.    | 7          | Karel Poborský    | 3 Vardar Skopje, SS Lazio, Beşiktaş JK, Genk, Široki Brijeg |
| 13.    | 7          | Libor Sionko      | 2 FC Porto, Real Madrid, Spartak Moskva, SS Lazio, Vardar Skopje, FK Sarajevo |
| 13.    | 7          | Bořek Dočkal      | 3 FC Thun, PEC Zwolle, SS Lazio, Villareal CF, Lille OSC |
| 16.    | 6          | Tomáš Skuhravý    | Real Madrid, Widzew Lodž, Watford, Vitória SC, Fram Reykjavík, Sredec Sofia |
| 16.    | 6          | Petar Novák       | 4 Fram Reykjavík, Vitória SC, Fenerbahçe SK |
| 16.    | 6          | Miroslav Baranek  | 2 Kutaisi, Salzburg, Dynamo Kyjev, Tilburg, Široki Brijeg |
| 16.    | 6          | Jiří Kladrubský   | 2 US Palermo, 2 GNK Dinamo Zagreb, Lech Poznań, Tiraspol |
| 16.    | 6          | Ladislav Krejčí   | 2 Aris Limassol, Dinamo Zagreb, Olympique Lyon, Lille OSC, Rapid Wien |

Aktuální k 30. 12. 2023

## Kontroverze
Chování fanoušků AC Sparty Praha bylo provázeno řadou skandálů v historii fotbalu, ať už se jedná o běžné výtržnictví pod vlivem alkoholu nebo otevřený projev rasismu v areálu stadionu. Mezi výkřiky byly i slogany antisemitské, které jsou mířené převážně na oponenty z fotbalového klubu SK Slavia Praha. Podle Františka Banyaiho, mluvčího pražské židovské komunity, „je to problém, který se musí řešit“ a společně s Leo Pavlátem napsali v roce 2007 Spartě stížnostní dopis. Při semifinále MOL Cupu hraném dne 23. dubna 2025 došlo ke skandálu sparťanských hooligans kdy se dopustily toho, že ve svém kotli vyvěsily vlajku s nápisem : K.K.K. Praha střední Čechy což je zkratka pro extrémistickou a rasistickou organizaci Ku-klux-klan, tiskový mluvčí klubu Ondřej Kasík reagoval „Transparent považujeme za závadový a toxický, celou věc řeší vedení klubu“, posléze reagoval sparťanský kotel že, „zkratka vyjádřuje jména KŘIVDA – KASÍK – KŘETÍNSKÝ “. Další z mnoha kontroverzních incidentů se stal dne 14. května 2025 před finálovým utkáním MOL Cupu kdy měly sparťanští hooligans zahalení v bílých kápích nebo kuklách v centru Olomouce u Merkurovy kašny hajlovat. Policie okamžitě reagovala „budeme se ptát, okamžitě jsme se začali chováním těchto fanoušku zabývat, redakce požádala také o vyjádření klub“, ten se vyjádřil tak že dotyčným fanouškům byl doživotně zakázán vstup na stadion sparty zároveň i že odsuzuje veškeré projevy rasismu, antisemitismu a nenávisti ve všech formách na stadionu i mimo něj, ve společnosti ale i v řadách svých příznivců, tyto názory jsou dlouhodobě proti hodnotám klubu. Za zmínku srojí i další incident který se stal 31. srpna 2023 před kvalifikačním zápasem Evropské ligy, kdy fanoušek sparty měl napadnout bezdůvodně televizní štáb TV Nova „kameraman naznačil agresorovi že mají nějakou práci a aby je nerušil“ to ale agresivního fanouška neodradilo, kameraman začal poté couvat a pak ho agresor kopl do hrudníku poté i kamery a dal mu pěstí. Policie agresora podle kamerového systému identifikovala a ještě v průběhu 1. poločasu zadržela. Stejného dne tedy 14. května 2025 se udál i další incident a sice kdy měl lékař sparty MUDr. Filip Hrdlička dát facku obránci SK Sigma Olomouc Janu Královi, klub na to okamžitě zareagoval a dal dotyčnému výpověď.